# Elecciones estatales de São Paulo de 2022
Las elecciones estatales de São Paulo de 2022 se llevaron a cabo el 2 de octubre, en una primera vuelta, y el 30 de octubre, en una segunda vuelta; siendo parte de las elecciones generales de Brasil. Los ciudadanos de São Paulo con derecho a voto elegirán un gobernador, un vicegobernador, un senador, 70 diputados a la Cámara de Diputados y 94 diputados a la Asamblea Legislativa. El actual gobernador es Rodrigo García, del Partido de la Social Democracia Brasileña (PSDB), vicegobernador electo en 2018 que asumió el cargo el 1 de abril de 2022 con la renuncia del titular João Doria debido a su entonces precandidatura a la Presidencia de la República, de la cual terminó desistiendo el 23 de mayo del mismo año. Según la ley electoral, García es elegible para postularse para la reelección. Para la elección al Senado Federal, la vacante ocupada por José Serra, del PSDB, elegido en 2014, está en disputa, pues el titular se postulará para una vacante en la Cámara de Diputados.
El gobernador y el vicegobernador elegidos en esta elección ejercerán su mandato unos días más. Esto se debe a la Reforma Constitucional N° 111, que modificó la Constitución Federal y dispuso que el mandato de los gobernadores de los Estados y del Distrito Federal debe comenzar el 6 de enero siguiente a la elección. Sin embargo, los candidatos electos en esta elección tomarán posesión el 1 de enero de 2023 y entregarán su cargo el 6 de enero de 2027.

## Calendario electoral
| Calendario electoral       | Calendario electoral                                                                 |
| -------------------------- | ------------------------------------------------------------------------------------ |
| 15 de mayo                 | Inicio del financiamineto de precandidatos                                           |
| 20 de julio al 5 de agosto | Convenciones partidarias para elegir candidatos y coaliciones                        |
| 2 de octubre               | Primera vuelta de las elecciones                                                     |
| 7 al 28 de octubre         | Publicidad electoral gratuita en radio y televisión sobre una posible segunda vuelta |
| 30 de octubre              | Segunda vuelta electoral                                                             |
| hasta el 19 de diciembre   | Graduación de los elegidos por la Justicia Electoral                                 |

## Candidatos

### Biografía de los candidatos

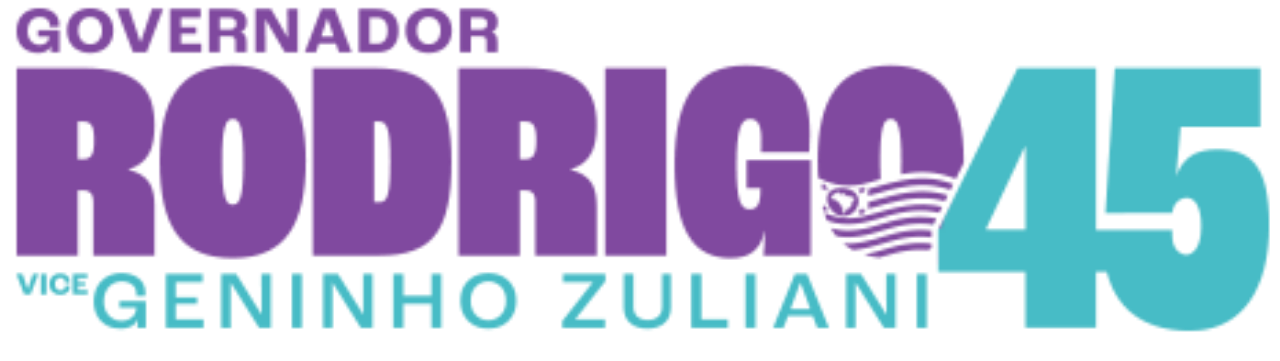
Logotipo de la Campaña de Rodrigo García al Gobierno de São Paulo

Rodrigo García (PSDB) - Nacido en Tanabi, en 1974, es abogado y empresario. Ha sido diputado estadual por 3 períodos consecutivos y Presidente de la Asamblea Legislativa de São Paulo de 2005 a 2007, Diputado Federal por São Paulo por 2 períodos consecutivos, Miembro del Consejo de Administración de CODASP - Compañía de Desarrollo Agropecuario de São Paulo (1995 - 1996), Miembro del Foro de Jóvenes Empresarios de la Asociación Comercial de São Paulo - ACSP ·(1998 - 2001), Jefe de Gabinete del Departamento de Planificación del Ayuntamiento de São Paulo (1997), Subsecretario del Departamento de Agricultura del Estado y Abastecimiento de São Paulo (1995 a 1996), Secretario Especial para la Desburocratización de la Ciudad de São Paulo (2008 a 2010), Gobernador Interino del Estado de São Paulo (2006), Secretario de Estado de Desarrollo Social del Estado de São Paulo Paulo (2011 a 2013), Secretario de Estado de Desarrollo Económico, Ciencia, Tecnología e Innovación del Estado de São Paulo (2013 a 2014), Secretario de Estado de Vivienda del Estado de São Paulo (2015 a 2018) y Vicegobernador del Estado de São Paulo y Secretario de Gobierno (2019 hasta el 1 de abril de 2022). Actualmente es gobernador de São Paulo. Fue miembro de los Demócratas (DEM) hasta 2021, cuando se incorporó al PSDB. Su candidato a vicegobernador es Eugênio Zuliani, quien fue concejal y alcalde de Olímpia por 2 mandatos consecutivos y actualmente diputado federal por São Paulo. La convención para oficializar su candidatura fue el 30 de julio. Su dupla tiene el apoyo de diez partidos: PSDB y Ciudadanía (en federación), UNIÃO, MDB, PP, Avante, PODE, PROS, Solidaridad y Patriota.

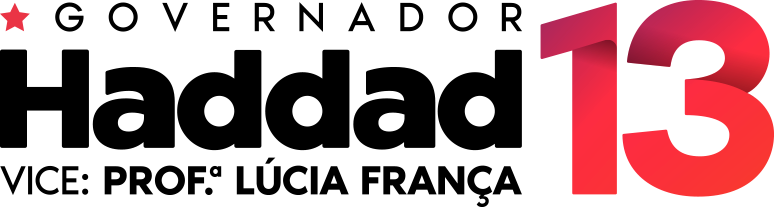
Logo de la Campaña de Fernando Haddad al Gobierno de São Paulo

Fernando Haddad (PT) - Nacido en la capital en 1963, es académico, abogado, profesor y político del PT . Ha sido Ministro de Educación en los Gobiernos de Lula y Dilma entre 2005 y 2012, Alcalde de São Paulo entre 2013 y 2017, Subsecretario de Hacienda y Desarrollo Económico de la Ciudad de São Paulo durante la administración de Marta Suplicy entre 2001 y 2003 y Candidato para la Presidencia de la República en 2018. Su dupla es Lúcia França, del PSB, quien fue primera dama de São Paulo entre 2018 y 2019. La convención para formalizar su candidatura se realizó el 23 de julio. Su fórmula tiene el apoyo de siete partidos: PT, PCdoB y PV (en federación), PSB, PSOL y REDE (en federación) y Agir (ex PTC).

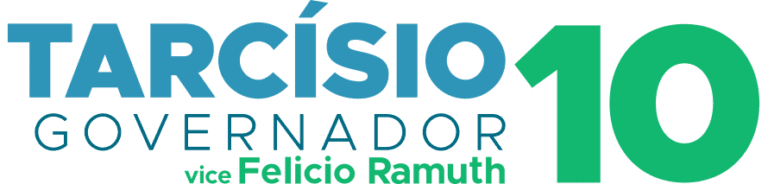
Logo de la Campaña de Tarcísio de Freitas al Gobierno de São Paulo

Tarcísio de Freitas (Republicanos) - Nacido en Río de Janeiro en 1975, es ingeniero, militar retirado y político afiliado a los republicanos . Fue Ministerio de Infraestructura del Gobierno de Bolsonaro entre 2019 y 2022 y director general del Departamento Nacional de Infraestructura de Transporte (DNIT) del Gobierno de Dilma entre 2014 y 2015 . Su adjunto es Felicio Ramuth, del PSD, quien fue alcalde de São José dos Campos entre 2017 y 2022 . La convención para oficializar su candidatura fue el 30 de julio. La boleta cuenta con el apoyo de seis partidos: Republicanos, PSD, PL, PSC, PTB y PMN.

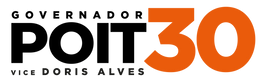
Logo de la Campaña de Vinícius Poit al Gobierno de São Paulo

Vinícius Poit (NOVO) - Nacido en São Bernardo do Campo en 1986, es un político brasileño afiliado a la NOVO . Actualmente es diputado federal por São Paulo asumiendo su mandato en 2019 . Su suplente es Doris Alves, también de NOVO, quien es exguardia municipal. La convención para oficializar su candidatura fue el 21 de julio.
Elvis Cezar (PDT) - Nacido en Carapicuíba en 1976, es un abogado y político brasileño afiliado al PDT . Ha sido concejal por 2 mandatos consecutivos y alcalde de Santana de Parnaíba entre 2014 y 2021 . Su suplente es Gleides Sodré, del mismo partido, quien ya fue candidata a vicegobernadora en 2018 y es secretaria general de la Asociación de Mujeres Trabajadoras (AMT). La convención para oficializar su candidatura fue el 4 de agosto.
Gabriel Colombo (PCB) - Nacido en Río de Janeiro en 1990, es ingeniero agrónomo, investigador y activista del PCB . Fue director de Ciencia y Tecnología de la Asociación Nacional de Estudiantes de Posgrado (ANPG) y de la APG-ESALQ . Su adjunto es Manoel Messias, del mismo partido. La convención para oficializar su candidatura fue el 23 de julio.
Altino Prazeres Júnior (PSTU) - Es miembro del PSTU y fue presidente del Sindicato de Trabajadores del Metro de São Paulo entre 2010 y 2016. Su suplente es la profesora Flávia, colega del mismo partido. La convención para oficializar su candidatura fue el 31 de julio.
Antônio Jorge Filho (DC) - Es abogado. Su diputado es Vitor Rocca, del mismo partido. Reemplazaron a Laércio Giampaoli y Antônio Galdi, quienes renunciaron a postularse para el gobierno de São Paulo.
Edson Dorta Silva (PCO) - Secretario General de la Federación Nacional de Trabajadores Postales (en 2001 y 2012) y candidato a Vicepresidente de Brasil en las elecciones presidenciales de 2010. La convención para oficializar su candidatura fue el 31 de julio.
Carol Vigilar (UP) - Es activista política e integrante del Movimiento de Mujeres Olga Benário. Su diputada es Rafaela Carvalho, del mismo partido. La convención para oficializar su candidatura fue el 30 de julio.

### Candidaturas oficiales
Los partidos políticos tuvieron hasta el 15 de agosto de 2022 para registrar formalmente a sus candidatos. Las siguientes fórmulas electorales confirmaron sus candidaturas a la gobernación:
Nota: el siguiente cuadro está organizado en orden alfabético de candidatos, según el nombre registrado en el Tribunal Electoral.      Candidato electo     Candidato que paso a segunda vuelta
| Fórmula                          | Fórmula      | Fórmula                        | Fórmula          | Nª | Coalición / Federación                                                                   | Tiempo en franja |
| Gobernador/a                     | Gobernador/a | Vicegobernador/a               | Vicegobernador/a | Nª | Coalición / Federación                                                                   | Tiempo en franja |
| -------------------------------- | ------------ | ------------------------------ | ---------------- | -- | ---------------------------------------------------------------------------------------- | ---------------- |
| Altino Prazeres PSTU             |              | Professora Flávia PSTU         |                  | 16 |                                                                                          |                  |
| Antônio Jorge Filho DC           |              | Vitor Rocca Critelli Júnior DC |                  | 27 |                                                                                          |                  |
| Carol Vigliar UP                 |              | Rafaela Carvalho UP            |                  | 80 |                                                                                          |                  |
| Edson Dorta PCO                  |              | Lílian Miranda PCO             |                  | 29 |                                                                                          |                  |
| Elvis Cezar PDT                  |              | Gleides Sodré PDT              |                  | 12 |                                                                                          | 43s              |
| Fernando Haddad PT               |              | Lúcia França PSB               |                  | 13 | Juntos por São Paulo FE Brasil (PT, PCdoB, PV), Fed (PSOL, REDE), PSB, Agir              | 2m18s            |
| Gabriel Colombo PCB              |              | Professora Aline PCB           |                  | 21 |                                                                                          |                  |
| Rodrigo Garcia PSDB              |              | Eugênio Zuliani UNIÃO          |                  | 45 | São Paulo al Frente Fed (PSDB, Cidadania), MDB, UNIÃO, PP, Avante, PODE, PROS, SD, PATRI | 4m17s            |
| Tarcísio de Freitas Republicanos |              | Felício Ramuth PSD             |                  | 10 | São Paulo puede mas Republicanos, PSD, PL, PTB, PSC e PMN                                | 2m19s            |
| Vinicius Poit NOVO               |              | Doris Alves NOVO               |                  | 30 |                                                                                          | 20s              |

### Candidatos que declinaron
- Arthur do Val (UNIÃO) - Diputado de Estado de São Paulo (2019–2022).[34] Fue precandidato al PODE . Retiró la precandidatura el 5 de marzo de 2022 tras la repercusión negativa de la filtración de audios con declaraciones sexistas sobre refugiados ucranianos.[35]
- Guilherme Boulos (PSOL) - Líder del MTST ; Candidato a Presidente en 2018; Candidato a alcalde de São Paulo en 2020.[36] Renunció el 21 de marzo de 2022 a postularse como candidato a diputado federal por São Paulo.[37]
- Paulo Skaf (Republicanos) - Presidente de CIESP (2007–2021); Presidente de FIESP (2004–2021).[38] Skaf abandonó automáticamente la carrera por el gobierno del estado al unirse a los republicanos, que tiene como candidato al exministro de Infraestructura Tarcísio Gomes de Freitas. Skaf fue uno de los nombres citados para ser vice en la boleta de Tarcísio o para postularse a la curul del Senado en lugar de José Luiz Datena (PSC).
- Mariana Conti (PSOL) - Concejala de Campinas (2020– en el cargo ). Retiró la precandidatura el 24 de junio de 2022, tras no lograr un acuerdo sobre la candidatura del propio PSOL a la Gobernación del Estado de São Paulo. Esta decisión se tomó porque la dirección del partido está interesada en apoyar la candidatura de Fernando Haddad por el PT.[39]
- Felicio Ramuth (PSD) - Alcalde de São José dos Campos (2017–2022). El presidente del Partido Social Democrático (PSD), Gilberto Kassab, selló un acuerdo con el presidente de los Republicanos, Marcos Pereira, para el apoyo del PSD a la candidatura de Tarcísio Gomes de Freitas, exministro de Infraestructura del gobierno de Jair Bolsonaro. Con eso, la posición de vicegobernador a cabo siendo Ramuth.[40]
- Márcio França (PSB) - Gobernador de São Paulo (2018–2019) y Vicegobernador de São Paulo (2015–2018). En un video subido a sus redes sociales, França retiró la candidatura luego de hacer una promesa en la que dijo que apoyaría la candidatura con las mejores chances en el campo progresista con base en sondeos de opinión del gobierno de São Paulo. Como Fernando Haddad lidera las encuestas desde que Geraldo Alckmin decidió abandonar la contienda para ser el precandidato a vicepresidente en la boleta presidencial de Lula, França dijo que cumplirá su promesa y decidió retirar su candidatura. Luego declaró su apoyo a la candidatura de Haddad, lo que llevó a especular sobre una candidatura al Senado por parte de su coalición, cosa que al final se confirmó.[41]
- Abraham Weintraub (PMB) - Ministro de Educación (2019–2020) y Director Ejecutivo del Banco Mundial (2020-2022). Durante la convención del partido, Weintraub dijo que la derecha conservadora estaba "sin voz" y por eso decidió postularse para diputado federal.[42]
- Laércio Giampaoli (DC) - Ex Secretario Municipal de Transportes de Paulínia. Retiró su candidatura por motivos personales, al igual que su compañero de fórmula, Antônio Galdi (también de DC). Así, fueron reemplazados por el abogado Antônio Jorge (titular) y por Vitor Rocca Júnior (candidato a vicegobernador).[43]

## Candidatos al Senado Federal
Las convenciones del partido comenzaron el 20 de julio y se prolongaron hasta el 5 de agosto. Los siguientes partidos políticos ya han confirmado sus candidaturas. Los partidos políticos tienen hasta el 15 de agosto de 2022 para registrar formalmente a sus candidatos.
Nota: el siguiente cuadro está organizado en orden alfabético de candidatos, según el nombre registrado en el Tribunal Electoral.

### Candidatos oficiales
Candidato electo
| Senador(a)           | Senador(a)               | Senador(a) | Suplentes(a)       | Suplentes(a) | Suplentes(a) | Nª  | Coalición / Federación                                                                   | Tiempo en franja |
| Candidato            | Partido                  | Partido    | Candidato          | Partido      | Partido      | Nª  | Coalición / Federación                                                                   | Tiempo en franja |
| -------------------- | ------------------------ | ---------- | ------------------ | ------------ | ------------ | --- | ---------------------------------------------------------------------------------------- | ---------------- |
| Aldo Rebelo          |                          | PDT        | Maria Auxiliadora  |              | PDT          | 123 |                                                                                          | 21s              |
| Aldo Rebelo          | Antonio Carlos Fernandes | PDT        |                    |              | PDT          | 123 |                                                                                          | 21s              |
| Edson Aparecido      |                          | MDB        | Augusto Castro     |              | MDB          | 155 | São Paulo al Frente Fed (PSDB, Cidadania), MDB, UNIÃO, PP, Avante, PODE, PROS, SD, PATRI | 2m08s            |
| Edson Aparecido      | Elsa Oliveira            | MDB        |                    | PODE         |              | 155 | São Paulo al Frente Fed (PSDB, Cidadania), MDB, UNIÃO, PP, Avante, PODE, PROS, SD, PATRI | 2m08s            |
| Luiz Carlos Prates   |                          | PSTU       | Eliana Ferreira    |              | PSTU         | 161 |                                                                                          |                  |
| Luiz Carlos Prates   | Soraya Misleh            | PSTU       |                    |              | PSTU         | 161 |                                                                                          |                  |
| Janaina Paschoal     |                          | PRTB       | Nohara Paschoal    |              | PRTB         | 287 |                                                                                          |                  |
| Janaina Paschoal     | Jorge Paschoal           | PRTB       |                    |              | PRTB         | 287 |                                                                                          |                  |
| Ricardo Mellão       |                          | NOVO       | Rodrigo Fonseca    |              | NOVO         | 300 |                                                                                          | 10s              |
| Ricardo Mellão       | Isabel Teixeira          | NOVO       |                    |              | NOVO         | 300 |                                                                                          | 10s              |
| Marcos Pontes        |                          | PL         | Alberto Alves      |              | PL           | 222 | São Paulo puede mas Republicanos, PSD, PL, PTB, PSC e PMN                                | 1m09s            |
| Marcos Pontes        | Sirlange Manga           | PL         |                    |              | PL           | 222 | São Paulo puede mas Republicanos, PSD, PL, PTB, PSC e PMN                                | 1m09s            |
| Marco Antonio Azkoul |                          | DC         | José Carlos Eymael |              | DC           | 270 |                                                                                          | 25s              |
| Marco Antonio Azkoul | Armando Barreto          | DC         |                    |              | DC           | 270 |                                                                                          | 25s              |
| Antonio Carlos       |                          | PCO        | Nilson Ferreira    |              | PCO          | 290 |                                                                                          |                  |
| Antonio Carlos       | Adonize Meireles         | PCO        |                    |              | PCO          | 290 |                                                                                          |                  |
| Márcio França        |                          | PSB        | Juliano Medeiros   |              | PSOL         | 400 | Juntos por São Paulo FE Brasil (PT, PCdoB, PV), Fed (PSOL, REDE), PSB, Agir              | 1m09s            |
| Márcio França        | Doralice Fehr            | PSB        |                    | PSB          |              | 400 | Juntos por São Paulo FE Brasil (PT, PCdoB, PV), Fed (PSOL, REDE), PSB, Agir              | 1m09s            |
| Tito Bellini         |                          | PCB        | Adonize Meireles   |              | PCB          | 211 |                                                                                          |                  |
| Tito Bellini         | Felipe Queiroz           | PCB        |                    |              | PCB          | 211 |                                                                                          |                  |
| Vivian Mendes        |                          | UP         | Cris Damasio       |              | UP           | 800 |                                                                                          |                  |
| Vivian Mendes        | Selma Almeida            | UP         |                    |              | UP           | 800 |                                                                                          |                  |

### Candidaturas rechazadas
- Sergio Moro (UNIÃO) - Juez Federal del Tribunal Regional Federal de la 4ª Región (TRF-4) entre 1996 y 2018 y Ministro de Justicia y Seguridad Pública de Brasil en el Gobierno de Jair Bolsonaro (2019-2020). Era precandidato al Senado Federal por el estado de São Paulo, pero el Tribunal Regional Electoral de São Paulo (TRE-SP) rechazó el traslado de domicilio electoral, alegando que el exjuez no tenía relación profesional con el Estado. Posteriormente fue candidato y senador electo por Paraná.[63]

### Candidatuas no avaladas
- Paulo Skaf (Republicanos) - Presidente de FIESP (2004–2021) y empresario. Fue uno de los nombres citados para la carrera por el Senado en el estado de São Paulo. Sin embargo, la convención de los Republicanos indicó apoyo a la candidatura de Marcos Pontes.[64]

### Candidatos que declinaron
- José Luiz Datena (PSC) - Periodista, locutor deportivo, presentador de televisión, locutor y político brasileño . Datena retiró su candidatura al Senado Federal el 30 de junio de 2022; según él, la decisión de retirar su candidatura estuvo influenciada por ataques de grupos radicales.[65][66]
- Arthur Weintraub (PMB) - Asesor Especial de la Presidencia de la República (2019–2020) y Secretario de Seguridad Multidimensional de la OEA (2020–2022). Retiró su precandidatura al Senado y decidió ser candidato a Diputado Federal.[67]
- Cristiane Brasil (PTB) - Diputada federal por Río de Janeiro (2015–2019). Se puso a disposición del partido para postularse ante la falta de definición en el campo bolsonarista para elegir un nombre para postularse al Senado Federal. Con el retiro de Datena y la confirmación del nombre de Marcos Pontes para la vacante, el Partido Laborista Brasileño y la misma Cristiane decidieron apoyar la candidatura del astronauta.[68]
- Heni Ozi Cukier (PODE) - Diputado estatal de São Paulo (2019 – actualidad ). Con la formalización de la alianza nacional entre Podemos, MDB y PSDB, Cukier acabó perdiendo espacios en la boleta de Rodrigo García, que prefirió acomodar otros nombres de partidos aliados. Ante este escenario, el diputado terminó renunciando a su candidatura para postularse a la Cámara de Diputados .[69]

## Debates
Los debates televisados están programados para realizarse entre el 7 de agosto y el 27 de septiembre de 2022 en primera vuelta. Los organismos de radiodifusión optaron por invitar solo a los candidatos bien ubicados en las encuestas.

### Gobernador

Candidato más votado por municipio (645):
Marcos Pontes (564)
Márcio França (78)
Edson Aparecido (3)

#### Primera vuelta
Los candidatos Altino Prazeres, Carol Vigliar, Édson Dorta, Gabriel Colombo y Laércio Giampaoli no fueron invitados a los debates televisados.
| Fecha        | Organizadores                                                 | Mediador                    | Haddad (PT) | Garcia (PSDB) | Freitas (REP) | Cézar (PDT) | Poit (NOVO) |
| ------------ | ------------------------------------------------------------- | --------------------------- | ----------- | ------------- | ------------- | ----------- | ----------- |
| 08/07, 21h   | Band São Paulo, BandNews TV, BandNews FM y Rádio Bandeirantes | Rodolfo Schneider           | P           | P             | P             | P           | P           |
| 13/9, 22:00  | TV Cultura, Cultura FM, UOL y Folha de S.Paulo                | Fabiola Cidral y León Serva | P           | P             | P             | P           | P           |
| 17/09, 18:30 | SBT São Paulo, O Estado de S. Paulo, Veja y NovaBrasil FM     | Carlos Nascimento           | P           | P             | P             | P           | P           |
| 27/9, 22:30  | TV Globo São Paulo y G1                                       | César Tralli                | P           | P             | P             | P           | P           |

#### Segunda vuelta
| Fecha        | Organizadores                                                 | Mediador          | Haddad (PT) | Freitas (REP) |
| ------------ | ------------------------------------------------------------- | ----------------- | ----------- | ------------- |
| 10/10, 22:00 | Band São Paulo, BandNews TV, BandNews FM y Rádio Bandeirantes | Rodolfo Schneider | P           | P             |
| 17/10, 22:00 | TV Cultura, Cultura FM, UOL y Folha de S.Paulo                | Vera Magalhães    | P           | A             |
| 14/10, 18:30 | SBT São Paulo, O Estado de S. Paulo, Veja y NovaBrasil FM     | Carlos Nascimento | P           | A             |
| 27/10, 22:30 | TV Globo São Paulo y G1                                       | César Tralli      | P           | P             |

### Vicegobernador
| Fecha        | Organizadores      | Mediador         | França (PSB) | Zuliani (UNIÃO) | Ramuth (PSD) | Sodré (PDT) | Doris (NOVO) |
| ------------ | ------------------ | ---------------- | ------------ | --------------- | ------------ | ----------- | ------------ |
| 19/09, 15:00 | Grupo EP, CBN y G1 | Arturo Menicucci | A            | P               | P            | A           | P            |

### Senador Federal
Se invitó a los candidatos a senador cuyo partido o coalición cuente con el número mínimo de parlamentarios requerido por la legislación electoral vigente. La candidata Janaina Paschoal, que no cumple con este criterio, fue invitada porque ha estado obteniendo buenos resultados en las encuestas de intención de voto.
| Fecha        | Organizadores | Mediador          | França (PSB) | Aparecido (MDB) | Pontes (PL) | Paschoal (PRTB) | Aldo (PDT) | Mellão (NOVO) |
| ------------ | ------------- | ----------------- | ------------ | --------------- | ----------- | --------------- | ---------- | ------------- |
| 25/09, 23:15 | Grupo EP y G1 | Eduardo Brambilla | A            | P               | A           | P               | P          | P             |

## Encuestas de opinión

### Primeiro turno
La primera ronda está programada para el 2 de octubre de 2022.
2022
| Encuestadora               | Fecha | Muestra | Haddad PT | Tarcísio REP | Garcia PSDB | Elvis PDT | Poit NOVO | Colombo PCB | Prazeres PSTU | Carol UP | Otros | NS/NR | Ventaja |    |    |    |    |   |    |
| -------------------------- | --- | --- | --- | --- | --- | --- | --- | --- | --- | --- | --- | --- | --- | -- | -- | -- | -- | - | -- |
| Encuestadora               | Fecha | Muestra | Genial/Quaest | 30 de setembro–1 de outubro de 2022 | 2.000 | 36% | 34% | 24% | 1% | 2% | Otros | NS/NR | Ventaja | 1% | 0% | 1% | 0% | – | 2% |
| Datafolha                  | 30 de setembro–1 de outubro de 2022 | 3.700 | 33% | 26% | 20% | 1% | 1% | 1% | 0% | 1% | 2% | 16% | 7% |    |    |    |    |   |    |
| Datafolha                  | 30 de setembro–1 de outubro de 2022 | 3.700 | 39% | 31% | 23% | 1% | 1% | 1% | 1% | 2% | 2% | – | 8% |    |    |    |    |   |    |
| Globo/Ipec                 | 29 de setembro–1 de outubro de 2022 | 2.000 | 34% | 26% | 18% | 1% | 1% | 1% | 1% | 1% | 1% | 17% | 8% |    |    |    |    |   |    |
| Globo/Ipec                 | 29 de setembro–1 de outubro de 2022 | 2.000 | 41% | 31% | 22% | 1% | 1% | 1% | 1% | 1% | 1% | – | 10% |    |    |    |    |   |    |
| AtlasIntel                 | 26–30 de setembro de 2022 | 3.000 | 37,8% | 31,8% | 26,5% | 0,9% | 1,6% | 0,2% | 0,1% | 0,5% | 0,7% | – | 6% |    |    |    |    |   |    |
| TV Cultura/Ipespe          | 28–29 de setembro de 2022 | 1.000 | 34% | 24% | 22% | 1% | 2% | 0% | 0% | 0% | 0% | 18% | 10% |    |    |    |    |   |    |
| Datafolha                  | 27–29 de setembro de 2022 | 2.000 | 35% | 26% | 18% | 1% | 1% | 1% | 0% | 1% | 2% | 20% | 9% |    |    |    |    |   |    |
| Paraná Pesquisas           | 24–29 de setembro de 2022 | 1.810 | 36,8% | 32% | 26,8% | 0,5% | 1,1% | 0,3% | 0,4% | 0,9% | 0,3% | 19,5% | 4,8% |    |    |    |    |   |    |
| AtlasIntel                 | 23–27 de setembro de 2022 | 2.200 | 33% | 28,6% | 22,5% | 0,6% | 1,9% | 0,3% | 0,1% | 0,4% | 0,9% | 11,8% | 4,4% |    |    |    |    |   |    |
| Globo/Ipec                 | 24–26 de setembro de 2022 | 2.000 | 34% | 24% | 19% | 1% | 1% | 1% | 1% | 1% | | 20% | 12% |    |    |    |    |   |    |
| Genial/Quaest              | 22–25 de setembro de 2022 | 2.000 | 31% | 21% | 20% | 1% | 1% | 1% | 0% | 1% | 1% | 23% | 10% |    |    |    |    |   |    |
| Datafolha                  | 20–22 de setembro de 2022 | 2.000 | 34% | 23% | 19% | 1% | 0% | 1% | 0% | 1% | 2% | 20% | 11% |    |    |    |    |   |    |
| Paraná Pesquisas           | 18–22 de setembro de 2022 | 1.810 | 29,8% | 26,4% | 21,8% | 0,4% | 0,9% | 0,2% | 0,4% | 0,4% | 0,3% | 19,5% | 3,4% |    |    |    |    |   |    |
| TV Cultura/Ipespe          | 19–21 de setembro de 2022 | 1.000 | 36% | 23% | 21% | 1% | 1% | 1% | 1% | 1% | | 17% | 13% |    |    |    |    |   |    |
| Globo/Ipec                 | 17–19 de setembro de 2022 | 2.000 | 34% | 22% | 18% | 1% | 1% | 1% | 1% | 1% | | 20% | 12% |    |    |    |    |   |    |
| Datafolha                  | 13–15 de setembro de 2022 | 1.808 | 36% | 22% | 19% | 1% | 1% | 1% | 1% | 1% | 1% | 18% | 14% |    |    |    |    |   |    |
| Badra Comunicação          | 12–14 de setembro de 2022 | 2.666 | 33,3% | 26,7% | 21,4% | 0,7% | 1,3% | 1,2% | 0,4% | 1,2% | 1,6% | 12,2% | 6,6% |    |    |    |    |   |    |
| TV Cultura/Ipespe          | 5–7 de setembro de 2022 | 1.000 | 36% | 21% | 16% | 0% | 1% | 1% | 1% | 1% | | 24% | 15% |    |    |    |    |   |    |
| Paraná Pesquisas           | 4–6 de setembro de 2022 | 1.880 | 31,2% | 25,2% | 17,3% | 0,7% | 1,3% | 0,9% | 0,4% | 0,7% | 0,5% | 21,9% | 6% |    |    |    |    |   |    |
| Genial/Quaest              | 2–5 de setembro de 2022 | 2.000 | 33% | 20% | 15% | 0% | 1% | 1% | 0% | 2% | 1% | 27% | 13% |    |    |    |    |   |    |
| Globo/Ipec                 | 3–5 de setembro de 2022 | 1.504 | 36% | 21% | 14% | 1% | 1% | 1% | 1% | 1% | | 22% | 15% |    |    |    |    |   |    |
| Datafolha                  | 30 de agosto–1 de setembro de 2022 | 1.800 | 35% | 21% | 15% | 1% | 1% | 1% | 1% | 2% | | 22% | 14% |    |    |    |    |   |    |
| Globo/Ipec                 | 27–29 de agosto de 2022 | 1.504 | 32% | 17% | 10% | 1% | 1% | 1% | 1% | 2% | | 35% | 15% |    |    |    |    |   |    |
| Badra Comunicação          | 25–27 de agosto de 2022 | 2.666 | 36% | 24% | 16,2% | 0,9% | 1,6% | 2,4% | 1,4% | 1,8% | | 13% | 12% |    |    |    |    |   |    |
| Paraná Pesquisas           | 18–22 de agosto de 2022 | 1.880 | 32,4% | 23,4% | 15,6% | 0,5% | 0,9% | 0,3% | 0,3% | 0,6% | | 25,7% | 9% |    |    |    |    |   |    |
| RecordTV/RealTime Big Data | 19–20 de agosto de 2022 | 2.000 | 34% | 20% | 20% | 1% | 2% | 0% | 0% | 0% | | 23% | 14% |    |    |    |    |   |    |
| Datafolha                  | 16–18 de agosto de 2022 | 1.812 | 38% | 16% | 11% | 1% | 1% | 2% | | 2% | | 28% | 22% |    |    |    |    |   |    |
| Globo/Ipec                 | 12–14 de agosto de 2022 | 1.200 | 29% | 12% | 9% | 2% | 2% | 2% | 2% | 2% | | 39% | 17% |    |    |    |    |   |    |
| Modalmais/Futura           | 8–10 de agosto de 2022 | 1.000 | 28,7% | 21,2% | 9,8% | 0,8% | 1,6% | 1,6% | 0,5% | 0,6% | | 34,6% | 7,5% |    |    |    |    |   |    |
| Modalmais/Futura           | 8–10 de agosto de 2022 | 1.000 | 32,9% | 25,9% | 17,6% | – | – | – | – | – | – | 23,6% | 7% |    |    |    |    |   |    |
| Real Time Big Data         | 1–2 de agosto de 2022 | 2.000 | 33% | 20% | 19% | 1% | 2% | 0% | 0% | – | | 24% | 13% |    |    |    |    |   |    |
| Real Time Big Data         | 1–2 de agosto de 2022 | 2.000 | 34% | 22% | 20% | – | – | – | – | – | – | 24% | 12% |    |    |    |    |   |    |
| 31 de julho de 2022        | Abraham Weintraub desiste de su candidatura al gobierno de São Paulo para ser candidato a la Camara de Diputados. | Abraham Weintraub desiste de su candidatura al gobierno de São Paulo para ser candidato a la Camara de Diputados. | Abraham Weintraub desiste de su candidatura al gobierno de São Paulo para ser candidato a la Camara de Diputados. | Abraham Weintraub desiste de su candidatura al gobierno de São Paulo para ser candidato a la Camara de Diputados. | Abraham Weintraub desiste de su candidatura al gobierno de São Paulo para ser candidato a la Camara de Diputados. | Abraham Weintraub desiste de su candidatura al gobierno de São Paulo para ser candidato a la Camara de Diputados. | Abraham Weintraub desiste de su candidatura al gobierno de São Paulo para ser candidato a la Camara de Diputados. | Abraham Weintraub desiste de su candidatura al gobierno de São Paulo para ser candidato a la Camara de Diputados. | Abraham Weintraub desiste de su candidatura al gobierno de São Paulo para ser candidato a la Camara de Diputados. | Abraham Weintraub desiste de su candidatura al gobierno de São Paulo para ser candidato a la Camara de Diputados. | Abraham Weintraub desiste de su candidatura al gobierno de São Paulo para ser candidato a la Camara de Diputados. | Abraham Weintraub desiste de su candidatura al gobierno de São Paulo para ser candidato a la Camara de Diputados. | Abraham Weintraub desiste de su candidatura al gobierno de São Paulo para ser candidato a la Camara de Diputados. |    |    |    |    |   |    |
| Encuestadora               | Fecha | Muestra | Haddad PT | Tarcísio REP | Garcia PSDB | Elvis PDT | Poit NOVO | Weintraub PMB | Colombo PCB | Prazeres PSTU | Otros | NS/NR | Ventaja |    |    |    |    |   |    |
| Encuestadora               | Fecha | Muestra | | | | | | | | | Otros | NS/NR | Ventaja |    |    |    |    |   |    |
| Paraná Pesquisas           | 25–28 de julho de 2022 | 1.880 | 33,2% | 22,5% | 14% | 0,5% | 1,2% | 0,3% | 0,9% | 0,3% | – | 27% | 10,7% |    |    |    |    |   |    |
| Badra Comunicação          | 21–23 de julho de 2022 | 2.666 | 41,3% | 17,9% | 13,1% | 2,5% | 1,9% | 0,9% | 1,9% | 1% | – | 19,5% | 23,4% |    |    |    |    |   |    |
| Real Time Big Data         | 8–9 de julho de 2022 | 1.500 | 34% | 20% | 16% | 1% | 2% | 1% | 0% | 0% | | 26% | 14% |    |    |    |    |   |    |
| Real Time Big Data         | 8–9 de julho de 2022 | 1.500 | 35% | 21% | 18% | – | – | – | – | – | – | 26% | 14% |    |    |    |    |   |    |
| Julho de 2022              | El exgobernador Márcio França retira su candidatura al gobierno de São Paulo para concurrir al Senado. Felício Ramuth retira su candidatura para ser la dupla de Tarcísio de Freitas. | El exgobernador Márcio França retira su candidatura al gobierno de São Paulo para concurrir al Senado. Felício Ramuth retira su candidatura para ser la dupla de Tarcísio de Freitas. | El exgobernador Márcio França retira su candidatura al gobierno de São Paulo para concurrir al Senado. Felício Ramuth retira su candidatura para ser la dupla de Tarcísio de Freitas. | El exgobernador Márcio França retira su candidatura al gobierno de São Paulo para concurrir al Senado. Felício Ramuth retira su candidatura para ser la dupla de Tarcísio de Freitas. | El exgobernador Márcio França retira su candidatura al gobierno de São Paulo para concurrir al Senado. Felício Ramuth retira su candidatura para ser la dupla de Tarcísio de Freitas. | El exgobernador Márcio França retira su candidatura al gobierno de São Paulo para concurrir al Senado. Felício Ramuth retira su candidatura para ser la dupla de Tarcísio de Freitas. | El exgobernador Márcio França retira su candidatura al gobierno de São Paulo para concurrir al Senado. Felício Ramuth retira su candidatura para ser la dupla de Tarcísio de Freitas. | El exgobernador Márcio França retira su candidatura al gobierno de São Paulo para concurrir al Senado. Felício Ramuth retira su candidatura para ser la dupla de Tarcísio de Freitas. | El exgobernador Márcio França retira su candidatura al gobierno de São Paulo para concurrir al Senado. Felício Ramuth retira su candidatura para ser la dupla de Tarcísio de Freitas. | El exgobernador Márcio França retira su candidatura al gobierno de São Paulo para concurrir al Senado. Felício Ramuth retira su candidatura para ser la dupla de Tarcísio de Freitas. | El exgobernador Márcio França retira su candidatura al gobierno de São Paulo para concurrir al Senado. Felício Ramuth retira su candidatura para ser la dupla de Tarcísio de Freitas. | El exgobernador Márcio França retira su candidatura al gobierno de São Paulo para concurrir al Senado. Felício Ramuth retira su candidatura para ser la dupla de Tarcísio de Freitas. | El exgobernador Márcio França retira su candidatura al gobierno de São Paulo para concurrir al Senado. Felício Ramuth retira su candidatura para ser la dupla de Tarcísio de Freitas. |    |    |    |    |   |    |
| Encuestadora               | Fecha | Muestra | Haddad PT | Tarcísio REP | França PSB | Garcia PSDB | Elvis PDT | Ramuth PSD | Poit NOVO | Weintraub PMB | Otros | NS/NR | Ventaja |    |    |    |    |   |    |
| Encuestadora               | Fecha | Muestra | | | | | | | | | Otros | NS/NR | Ventaja |    |    |    |    |   |    |
| Genial/Quaest              | 1–4 de julho de 2022 | 1.640 | 29% | 12% | 18% | 8% | 1% | 1% | 1% | 1% | 1% | 28% | 11% |    |    |    |    |   |    |
| Genial/Quaest              | 1–4 de julho de 2022 | 1.640 | 35% | 14% | – | 12% | – | 2% | 2% | – | – | 36% | 21% |    |    |    |    |   |    |
| Genial/Quaest              | 1–4 de julho de 2022 | 1.640 | 38% | 15% | – | 14% | – | – | – | – | – | 33% | 23% |    |    |    |    |   |    |
| Genial/Quaest              | 1–4 de julho de 2022 | 1.640 | 39% | 28% | – | 17% | – | – | – | – | | 16% | 11% |    |    |    |    |   |    |
| Datafolha                  | 28–30 de junho de 2022 | 1.806 | 28% | 12% | 16% | 10% | 1% | 2% | 1% | 1% | 3% | 25% | 12% |    |    |    |    |   |    |
| Datafolha                  | 28–30 de junho de 2022 | 1.806 | 34% | 13% | – | 13% | 1% | 2% | 1% | 1% | 5% | 29% | 21% |    |    |    |    |   |    |
| Paraná Pesquisas           | 27–30 de junho de 2022 | 1.820 | 30,6% | 19,2% | 17% | 9,2% | 0,1% | 0,7% | 1,5% | 0,4% | 0,7% | 20,5% | 11,4% |    |    |    |    |   |    |
| Paraná Pesquisas           | 27–30 de junho de 2022 | 1.820 | 31,2% | 19,8% | 18,3% | 9,6% | – | – | – | – | – | 21,1% | 11,4% |    |    |    |    |   |    |
| Paraná Pesquisas           | 27–30 de junho de 2022 | 1.820 | 36,5% | 22,9% | – | 12,6% | – | – | – | – | – | 28% | 13,6% |    |    |    |    |   |    |
| Paraná Pesquisas           | 27–30 de junho de 2022 | 1.820 | 36,2% | 31,2% | – | 11,8% | – | – | – | – | | 20,8% | 5% |    |    |    |    |   |    |
| EXAME/IDEIA                | 3–8 de junho de 2022 | 1.200 | 27% | 17% | 14% | 11% | – | 1% | 1% | 0,4% | 0,4% | 28% | 10% |    |    |    |    |   |    |
| EXAME/IDEIA                | 3–8 de junho de 2022 | 1.200 | 31% | 17% | – | 14% | – | 1% | 2% | 0,4% | 0,5% | 33% | 14% |    |    |    |    |   |    |
| Paraná Pesquisas           | 22–26 de maio de 2022 | 1.880 | 28,6% | 17,9% | 17,7% | 7,3% | 0,4% | 1,2% | 0,5% | 0,3% | 1,2% | 25% | 10,7% |    |    |    |    |   |    |
| Paraná Pesquisas           | 22–26 de maio de 2022 | 1.880 | 29% | 18,2% | 18,7% | 7,5% | – | – | – | – | – | 26,5% | 10,3% |    |    |    |    |   |    |
| Paraná Pesquisas           | 22–26 de maio de 2022 | 1.880 | 34,5% | 21,7% | – | 10,5% | – | – | – | – | – | 33,3% | 12,8% |    |    |    |    |   |    |
| Real Time Big Data         | 20–21 de maio de 2022 | 1.500 | 29% | 15% | 15% | 7% | 1% | 1% | 1% | 1% | – | 30% | 14% |    |    |    |    |   |    |
| Real Time Big Data         | 20–21 de maio de 2022 | 1.500 | – | 15% | 27% | 9% | 2% | 1% | 2% | 1% | – | 43% | 12% |    |    |    |    |   |    |
| Real Time Big Data         | 20–21 de maio de 2022 | 1.500 | 33% | 20% | – | 10% | 1% | 2% | 2% | 1% | – | 31% | 13% |    |    |    |    |   |    |
| Real Time Big Data         | 20–21 de maio de 2022 | 1.500 | 30% | 16% | 16% | 7% | – | – | – | – | – | 31% | 14% |    |    |    |    |   |    |
| Genial/Quaest              | 6–9 de maio de 2022 | 1.640 | 30% | 10% | 17% | 5% | 1% | 1% | 1% | 1% | 2% | 33% | 13% |    |    |    |    |   |    |
| Genial/Quaest              | 6–9 de maio de 2022 | 1.640 | 37% | 12% | – | 8% | – | 2% | 2% | – | – | 39% | 25% |    |    |    |    |   |    |
| Genial/Quaest              | 6–9 de maio de 2022 | 1.640 | – | 12% | 29% | 9% | – | 2% | 3% | – | – | 45% | 17% |    |    |    |    |   |    |
| Genial/Quaest              | 6–9 de maio de 2022 | 1.640 | 39% | 14% | – | 9% | – | – | – | – | – | 38% | 25% |    |    |    |    |   |    |
| Instituto Gerp             | 25–29 de abril de 2022 | 1.600 | 26% | 13% | 15% | 4% | – | 3% | 1% | – | 1% | 35% | 11% |    |    |    |    |   |    |
| Paraná Pesquisas           | 24–29 de abril de 2022 | 1.820 | 29,7% | 15,2% | 18,6% | 5,6% | 0,4% | 1% | 1,9% | 0,7% | 0,2% | 26,8% | 11,1% |    |    |    |    |   |    |
| Paraná Pesquisas           | 24–29 de abril de 2022 | 1.820 | 30,3% | 15,7% | 19,2% | 6,5% | – | – | – | – | – | 28,4% | 11,1% |    |    |    |    |   |    |
| Paraná Pesquisas           | 24–29 de abril de 2022 | 1.820 | 34,2% | 19,5% | – | 8,6% | – | – | – | – | – | 37,7% | 14,7% |    |    |    |    |   |    |
| Paraná Pesquisas           | 24–29 de abril de 2022 | 1.820 | 31,6% | 30,1% | – | 9,2% | – | – | – | – | [ 136 ] | 29,1% | 1,5% |    |    |    |    |   |    |
| Govnet/Opinião Pesquisa    | 20–25 de abril de 2022 | 800 | 26,04% | 9,66% | 13,2% | 3,06% | 0,86% | 1,59% | 1,1% | 0,49% | 2,32% | 41,69% | 12,84% |    |    |    |    |   |    |
| Govnet/Opinião Pesquisa    | 20–25 de abril de 2022 | 800 | 35,45% | 10,39% | – | 3,67% | 0,98% | 1,71% | 1,71% | 0,98% | 2,44% | 42,67% | 25,06% |    |    |    |    |   |    |
| Govnet/Opinião Pesquisa    | 20–25 de abril de 2022 | 800 | – | 10,27% | 25,67% | 3,55% | 1,1% | 1,59% | 1,59% | 0,49% | 2,69% | 53,06% | 15,4% |    |    |    |    |   |    |
| Ipespe                     | 6–9 de abril de 2022 | 1.000 | 29% | 10% | 20% | 6% | 1% | 2% | 2% | 1% | 1% | 29% | 9% |    |    |    |    |   |    |
| Ipespe                     | 6–9 de abril de 2022 | 1.000 | 30% | 14% | 20% | 6% | – | – | – | – | – | 32% | 10% |    |    |    |    |   |    |
| Ipespe                     | 6–9 de abril de 2022 | 1.000 | 35% | 18% | – | 9% | – | – | – | – | – | 38% | 17% |    |    |    |    |   |    |
| Ipespe                     | 6–9 de abril de 2022 | 1.000 | 39% | 29% | – | 11% | – | – | – | – | [ 143 ] | 21% | 10% |    |    |    |    |   |    |
| Datafolha                  | 5–6 de abril de 2022 | 1.806 | 29% | 10% | 20% | 6% | – | 2% | 2% | 1% | 1% | 30% | 9% |    |    |    |    |   |    |
| Datafolha                  | 5–6 de abril de 2022 | 1.806 | 35% | 11% | – | 11% | – | 3% | 2% | 1% | 2% | 33% | 24% |    |    |    |    |   |    |
| Março de 2022              | El diputado estatal de São Paulo Arthur do Val (Mamãe Falei) se retiró de la candidatura a gobernador de São Paulo a principios de marzo después de que audios sexistas de él diciendo 'las mujeres ucranianas son fáciles porque son pobres' se volvieron virales en Brasil. Boulos retiró su candidatura el 21 de marzo para optar a un escaño en la Cámara de los diputados de Brasil. | El diputado estatal de São Paulo Arthur do Val (Mamãe Falei) se retiró de la candidatura a gobernador de São Paulo a principios de marzo después de que audios sexistas de él diciendo 'las mujeres ucranianas son fáciles porque son pobres' se volvieron virales en Brasil. Boulos retiró su candidatura el 21 de marzo para optar a un escaño en la Cámara de los diputados de Brasil. | El diputado estatal de São Paulo Arthur do Val (Mamãe Falei) se retiró de la candidatura a gobernador de São Paulo a principios de marzo después de que audios sexistas de él diciendo 'las mujeres ucranianas son fáciles porque son pobres' se volvieron virales en Brasil. Boulos retiró su candidatura el 21 de marzo para optar a un escaño en la Cámara de los diputados de Brasil. | El diputado estatal de São Paulo Arthur do Val (Mamãe Falei) se retiró de la candidatura a gobernador de São Paulo a principios de marzo después de que audios sexistas de él diciendo 'las mujeres ucranianas son fáciles porque son pobres' se volvieron virales en Brasil. Boulos retiró su candidatura el 21 de marzo para optar a un escaño en la Cámara de los diputados de Brasil. | El diputado estatal de São Paulo Arthur do Val (Mamãe Falei) se retiró de la candidatura a gobernador de São Paulo a principios de marzo después de que audios sexistas de él diciendo 'las mujeres ucranianas son fáciles porque son pobres' se volvieron virales en Brasil. Boulos retiró su candidatura el 21 de marzo para optar a un escaño en la Cámara de los diputados de Brasil. | El diputado estatal de São Paulo Arthur do Val (Mamãe Falei) se retiró de la candidatura a gobernador de São Paulo a principios de marzo después de que audios sexistas de él diciendo 'las mujeres ucranianas son fáciles porque son pobres' se volvieron virales en Brasil. Boulos retiró su candidatura el 21 de marzo para optar a un escaño en la Cámara de los diputados de Brasil. | El diputado estatal de São Paulo Arthur do Val (Mamãe Falei) se retiró de la candidatura a gobernador de São Paulo a principios de marzo después de que audios sexistas de él diciendo 'las mujeres ucranianas son fáciles porque son pobres' se volvieron virales en Brasil. Boulos retiró su candidatura el 21 de marzo para optar a un escaño en la Cámara de los diputados de Brasil. | El diputado estatal de São Paulo Arthur do Val (Mamãe Falei) se retiró de la candidatura a gobernador de São Paulo a principios de marzo después de que audios sexistas de él diciendo 'las mujeres ucranianas son fáciles porque son pobres' se volvieron virales en Brasil. Boulos retiró su candidatura el 21 de marzo para optar a un escaño en la Cámara de los diputados de Brasil. | El diputado estatal de São Paulo Arthur do Val (Mamãe Falei) se retiró de la candidatura a gobernador de São Paulo a principios de marzo después de que audios sexistas de él diciendo 'las mujeres ucranianas son fáciles porque son pobres' se volvieron virales en Brasil. Boulos retiró su candidatura el 21 de marzo para optar a un escaño en la Cámara de los diputados de Brasil. | El diputado estatal de São Paulo Arthur do Val (Mamãe Falei) se retiró de la candidatura a gobernador de São Paulo a principios de marzo después de que audios sexistas de él diciendo 'las mujeres ucranianas son fáciles porque son pobres' se volvieron virales en Brasil. Boulos retiró su candidatura el 21 de marzo para optar a un escaño en la Cámara de los diputados de Brasil. | El diputado estatal de São Paulo Arthur do Val (Mamãe Falei) se retiró de la candidatura a gobernador de São Paulo a principios de marzo después de que audios sexistas de él diciendo 'las mujeres ucranianas son fáciles porque son pobres' se volvieron virales en Brasil. Boulos retiró su candidatura el 21 de marzo para optar a un escaño en la Cámara de los diputados de Brasil. | El diputado estatal de São Paulo Arthur do Val (Mamãe Falei) se retiró de la candidatura a gobernador de São Paulo a principios de marzo después de que audios sexistas de él diciendo 'las mujeres ucranianas son fáciles porque son pobres' se volvieron virales en Brasil. Boulos retiró su candidatura el 21 de marzo para optar a un escaño en la Cámara de los diputados de Brasil. | El diputado estatal de São Paulo Arthur do Val (Mamãe Falei) se retiró de la candidatura a gobernador de São Paulo a principios de marzo después de que audios sexistas de él diciendo 'las mujeres ucranianas son fáciles porque son pobres' se volvieron virales en Brasil. Boulos retiró su candidatura el 21 de marzo para optar a un escaño en la Cámara de los diputados de Brasil. |    |    |    |    |   |    |
| Encuestadora               | Fecha | Muestra | Haddad PT | Tarcísio IND | França PSB | Garcia PSDB | Boulos PSOL | Abreu PODE | Poit NOVO | Weintraub IND | Otros | NS/NR | Ventaja |    |    |    |    |   |    |
| Encuestadora               | Fecha | Muestra | | | | | | | | | Otros | NS/NR | Ventaja |    |    |    |    |   |    |
| Paraná Pesquisas           | 27–31 de março de 2022 | 1.820 | 30,2% | 12,6% | 17,1% | 3,5% | – | 4,2% | 0,9% | 0,5% | 0,8% | 30,1% | 13,1% |    |    |    |    |   |    |
| Paraná Pesquisas           | 27–31 de março de 2022 | 1.820 | 31,1% | 12,7% | 17,6% | 3,8% | – | – | 1,4% | – | 1% | 32,3% | 13,5% |    |    |    |    |   |    |
| Paraná Pesquisas           | 27–31 de março de 2022 | 1.820 | 31,4% | 12,9% | 18,4% | 4% | – | – | – | – | – | 33,3% | 13% |    |    |    |    |   |    |
| Real Time Big Data         | 25–27 de março de 2022 | 1.500 | 27% | 14% | 14% | 6% | – | 2% | 1% | 1% | 1% | 34% | 13% |    |    |    |    |   |    |
| Real Time Big Data         | 25–27 de março de 2022 | 1.500 | 27% | 15% | 15% | 7% | – | – | 1% | – | – | 35% | 12% |    |    |    |    |   |    |
| Real Time Big Data         | 25–27 de março de 2022 | 1.500 | 32% | 20% | – | 9% | – | – | 2% | – | – | 37% | 12% |    |    |    |    |   |    |
| Real Time Big Data         | 25–27 de março de 2022 | 1.500 | – | 17% | 29% | 9% | – | – | 2% | – | – | 43% | 12% |    |    |    |    |   |    |
| Quaest/Genial              | 11–14 de março de 2022 | 1.640 | 24% | 9% | 18% | 3% | 7% | 3% | 2% | 1% | 1% | 33% | 6% |    |    |    |    |   |    |
| Quaest/Genial              | 11–14 de março de 2022 | 1.640 | 30% | 11% | – | 5% | – | 7% | 3% | – | 3% | 42% | 19% |    |    |    |    |   |    |
| Quaest/Genial              | 11–14 de março de 2022 | 1.640 | 31% | 12% | – | 6% | – | – | 4% | – | 3% | 44% | 19% |    |    |    |    |   |    |
| Quaest/Genial              | 11–14 de março de 2022 | 1.640 | 35% | 15% | – | 8% | – | – | – | – | – | 42% | 20% |    |    |    |    |   |    |
| 15 de fevereiro de 2022    | Lula confirma a Geraldo Alckmin como su precandidato para vicepresidente en las elecciones de 2022. | Lula confirma a Geraldo Alckmin como su precandidato para vicepresidente en las elecciones de 2022. | Lula confirma a Geraldo Alckmin como su precandidato para vicepresidente en las elecciones de 2022. | Lula confirma a Geraldo Alckmin como su precandidato para vicepresidente en las elecciones de 2022. | Lula confirma a Geraldo Alckmin como su precandidato para vicepresidente en las elecciones de 2022. | Lula confirma a Geraldo Alckmin como su precandidato para vicepresidente en las elecciones de 2022. | Lula confirma a Geraldo Alckmin como su precandidato para vicepresidente en las elecciones de 2022. | Lula confirma a Geraldo Alckmin como su precandidato para vicepresidente en las elecciones de 2022. | Lula confirma a Geraldo Alckmin como su precandidato para vicepresidente en las elecciones de 2022. | Lula confirma a Geraldo Alckmin como su precandidato para vicepresidente en las elecciones de 2022. | Lula confirma a Geraldo Alckmin como su precandidato para vicepresidente en las elecciones de 2022. | Lula confirma a Geraldo Alckmin como su precandidato para vicepresidente en las elecciones de 2022. | Lula confirma a Geraldo Alckmin como su precandidato para vicepresidente en las elecciones de 2022. |    |    |    |    |   |    |
| Encuestadora               | Fecha | Muestra | Haddad PT | Alckmin IND | França PSB | Garcia PSDB | Boulos PSOL | Tarcísio IND | Poit NOVO | Weintraub IND | Otros | NS/NR | Ventaja |    |    |    |    |   |    |
| Encuestadora               | Fecha | Muestra | | | | | | | | | Otros | NS/NR | Ventaja |    |    |    |    |   |    |
| Ipespe                     | 14–16 de fevereiro de 2022 | 1.000 | 20% | 20% | 12% | 3% | 10% | 7% | 1% | 2% | – | 25% | Empate |    |    |    |    |   |    |
| Ipespe                     | 14–16 de fevereiro de 2022 | 1.000 | 28% | – | 18% | 5% | 11% | 10% | – | – | – | 28% | 10% |    |    |    |    |   |    |
| Ipespe                     | 14–16 de fevereiro de 2022 | 1.000 | – | – | 31% | 6% | – | 15% | – | – | – | 48% | 16% |    |    |    |    |   |    |
| Ipespe                     | 14–16 de fevereiro de 2022 | 1.000 | 33% | – | – | 7% | – | 16% | – | – | – | 45% | 17% |    |    |    |    |   |    |
| Ipespe                     | 14–16 de fevereiro de 2022 | 1.000 | 38% | – | – | 10% | – | 25% | – | – | – | 27% | 13% |    |    |    |    |   |    |
| Ipespe                     | 14–16 de fevereiro de 2022 | 1.000 | 6% | 2% | 4% | 1% | 3% | 5% | 0% | 0% | 4% | 77% | 2% |    |    |    |    |   |    |

2021
| 15 de dezembro de 2021  | Geraldo Alckmin deja el PSDB después de 33 años de afiliación partidaria.                                           | Geraldo Alckmin deja el PSDB después de 33 años de afiliación partidaria.                                           | Geraldo Alckmin deja el PSDB después de 33 años de afiliación partidaria.                                           | Geraldo Alckmin deja el PSDB después de 33 años de afiliación partidaria.                                           | Geraldo Alckmin deja el PSDB después de 33 años de afiliación partidaria.                                           | Geraldo Alckmin deja el PSDB después de 33 años de afiliación partidaria.                                           | Geraldo Alckmin deja el PSDB después de 33 años de afiliación partidaria.                                           | Geraldo Alckmin deja el PSDB después de 33 años de afiliación partidaria.                                           | Geraldo Alckmin deja el PSDB después de 33 años de afiliación partidaria.                                           | Geraldo Alckmin deja el PSDB después de 33 años de afiliación partidaria.                                           | Geraldo Alckmin deja el PSDB después de 33 años de afiliación partidaria.                                           | Geraldo Alckmin deja el PSDB después de 33 años de afiliación partidaria.                                           | Geraldo Alckmin deja el PSDB después de 33 años de afiliación partidaria.                                           |
| Encuestadora            | Fecha | Muestra | Haddad PT | França PSB | Alckmin PSDB | Boulos PSOL | Tarcísio IND | Val PATRI | Garcia PSDB | Weintraub IND | Otros | NS/NR | Ventaja |
| Encuestadora            | Fecha | Muestra | | | | | | | | | Otros | NS/NR | Ventaja |
| Paraná Pesquisas        | 13–17 de dezembro de 2021                                                                                           | 1.818 | 16% | – | 30,2% | 12,5% | 6,3% | 4,6% | 5,4% | – | 0,8% | 24,3% | 14,2% |
| Paraná Pesquisas        | 13–17 de dezembro de 2021                                                                                           | 1.818 | – | 24,3% | – | 18,6% | 6,7% | 5,2% | 7,9% | – | 1% | 36,3% | 5,7% |
| Datafolha               | 13–16 de dezembro de2021                                                                                            | 2.034 | 19% | 13% | 28% | 10% | 5% | 2% | – | 1% | 1% | 20% | 9% |
| Datafolha               | 13–16 de dezembro de2021                                                                                            | 2.034 | 28% | 19% | – | 11% | 7% | 3% | 6% | 1% | 1% | 25% | 9% |
| Datafolha               | 13–16 de dezembro de2021                                                                                            | 2.034 | – | 28% | – | 18% | 9% | 4% | 8% | 2% | 1% | 30% | 10% |
| Ipespe/Valor            | 29 de noviembre–1 de diciembre de 2021                                                                              | 1.000 | 19% | – | 23% | 11% | 8% | – | 3% | – | – | 36% | 4% |
| Ipespe/Valor            | 29 de noviembre–1 de diciembre de 2021                                                                              | 1.000 | – | 19% | – | 23% | 10% | – | 5% | – | – | 43% | 4% |
| Ipespe/Valor            | 29 de noviembre–1 de diciembre de 2021                                                                              | 1.000 | 27% | – | – | 13% | 13% | – | 6% | – | – | 41% | 14% |
| 26 de noviembre de 2021 | Tarcísio de Freitas, el Ministro de Infraestructura Jair Bolsonaro, decide postularse para gobernador de São Paulo. | Tarcísio de Freitas, el Ministro de Infraestructura Jair Bolsonaro, decide postularse para gobernador de São Paulo. | Tarcísio de Freitas, el Ministro de Infraestructura Jair Bolsonaro, decide postularse para gobernador de São Paulo. | Tarcísio de Freitas, el Ministro de Infraestructura Jair Bolsonaro, decide postularse para gobernador de São Paulo. | Tarcísio de Freitas, el Ministro de Infraestructura Jair Bolsonaro, decide postularse para gobernador de São Paulo. | Tarcísio de Freitas, el Ministro de Infraestructura Jair Bolsonaro, decide postularse para gobernador de São Paulo. | Tarcísio de Freitas, el Ministro de Infraestructura Jair Bolsonaro, decide postularse para gobernador de São Paulo. | Tarcísio de Freitas, el Ministro de Infraestructura Jair Bolsonaro, decide postularse para gobernador de São Paulo. | Tarcísio de Freitas, el Ministro de Infraestructura Jair Bolsonaro, decide postularse para gobernador de São Paulo. | Tarcísio de Freitas, el Ministro de Infraestructura Jair Bolsonaro, decide postularse para gobernador de São Paulo. | Tarcísio de Freitas, el Ministro de Infraestructura Jair Bolsonaro, decide postularse para gobernador de São Paulo. | Tarcísio de Freitas, el Ministro de Infraestructura Jair Bolsonaro, decide postularse para gobernador de São Paulo. | Tarcísio de Freitas, el Ministro de Infraestructura Jair Bolsonaro, decide postularse para gobernador de São Paulo. |
| Encuestadora            | Fecha | Muestra | Haddad PT | França PSB | Alckmin PSDB | Boulos PSOL | Val PATRI | Garcia PSDB | Weintraub IND | Skaf MDB | Otros | NS/NR | Ventaja |
| Encuestadora            | Fecha | Muestra | | | | | | | | | Otros | NS/NR | Ventaja |
| Datafolha               | 13–15 de setembro de 2021                                                                                           | 2.034 | 17% | 15% | 26% | 11% | 4% | – | 4% | – | 5% | 20% | 9% |
| Datafolha               | 13–15 de setembro de 2021                                                                                           | 2.034 | 23% | 19% | – | 13% | 5% | 5% | 2% | – | 7% | 26% | 4% |
| EXAME/IDEIA             | 23–26 de agosto de 2021                                                                                             | 2.000 | 16% | 15% | 19% | 14% | 4% | 5% | – | 7% | 4% | 16% | 3% |
| Paraná Pesquisas        | 7–10 de junho de 2021                                                                                               | 1.818 | 8,5% | 11% | 17,6% | 12,3% | 5,2% | 0,4% | – | 8,1% | 19,8% | 17% | 2,2% |
| Paraná Pesquisas        | 7–10 de junho de 2021                                                                                               | 1.818 | – | 12% | 19,6% | 15,2% | 5,3% | – | – | 8,5% | 20,9% | 18,4% | 1,3% |
| Paraná Pesquisas        | 7–10 de junho de 2021                                                                                               | 1.818 | – | 14,3% | – | 16,2% | 5,6% | 1,8% | – | 10,7% | 26,2% | 25,2% | 10% |
| Paraná Pesquisas        | 7–10 de junho de 2021                                                                                               | 1.818 | – | 13,3% | 23,7% | 16,6% | 8,1% | 1,3% | – | 9,2% | 5% | 24,8% | 7,1% |
| Paraná Pesquisas        | 7–10 de junho de 2021                                                                                               | 1.818 | – | 15,6% | – | 17% | 6,2% | – | – | 10,3% | 23% | 28,1% | 6% |
| 14 de maio de 2021      | Rodrigo Garcia deja Democratas (DEM) y se une al PSDB.                                                              | Rodrigo Garcia deja Democratas (DEM) y se une al PSDB.                                                              | Rodrigo Garcia deja Democratas (DEM) y se une al PSDB.                                                              | Rodrigo Garcia deja Democratas (DEM) y se une al PSDB.                                                              | Rodrigo Garcia deja Democratas (DEM) y se une al PSDB.                                                              | Rodrigo Garcia deja Democratas (DEM) y se une al PSDB.                                                              | Rodrigo Garcia deja Democratas (DEM) y se une al PSDB.                                                              | Rodrigo Garcia deja Democratas (DEM) y se une al PSDB.                                                              | Rodrigo Garcia deja Democratas (DEM) y se une al PSDB.                                                              | Rodrigo Garcia deja Democratas (DEM) y se une al PSDB.                                                              | Rodrigo Garcia deja Democratas (DEM) y se une al PSDB.                                                              | Rodrigo Garcia deja Democratas (DEM) y se une al PSDB.                                                              | Rodrigo Garcia deja Democratas (DEM) y se une al PSDB.                                                              |
| Encuestadora            | Fecha | Muestra | Haddad PT | França PSB | Alckmin PSDB | Boulos PSOL | Val PATRI | Garcia DEM | Weintraub IND | Skaf MDB | Otros | NS/NR | Ventaja |
| Encuestadora            | Fecha | Muestra | | | | | | | | | Otros | NS/NR | Ventaja |
| Atlas/El País           | 7–11 de maio de 2021                                                                                                | 1.050 | 14,6% | 12,5% | – | 17% | 6,9% | 2,5% | – | 16,4% | – | 30,1% | 0,6% |
| Atlas/El País           | 7–11 de maio de 2021                                                                                                | 1.050 | – | 11,5% | – | 26,3% | 7,5% | – | – | 17,9% | 13,3% | 23,5% | 8,4% |
| Atlas/El País           | 7–11 de maio de 2021                                                                                                | 1.050 | 25,3% | 10,4% | – | – | 6,6% | – | 14,9% | 13,5% | 12,2% | 17,1% | 10,4% |
| Ipespe/Valor            | 5–7 de abril de 2021                                                                                                | 1.000 | 20% | 18% | 17% | – | 5% | 1% | 4% | – | – | 36% | 2% |
| Ipespe/Valor            | 5–7 de abril de 2021                                                                                                | 1.000 | – | 17% | 17% | 16% | 5% | – | – | – | 8% | 36% | Empate |
| Govnet/Opinião Pesquisa | 17–23 de março de 2021                                                                                              | 812 | 21,06% | 13,92% | 10,59% | – | – | 3,82% | 1,48% | 5,67% | 10,71% | 32,76% | 7,14% |
| Govnet/Opinião Pesquisa | 17–23 de março de 2021                                                                                              | 812 | 23,89% | 16,38% | – | – | – | 4,56% | 2,71% | 7,88% | 13,3% | 31,28% | 7,51% |
| Govnet/Opinião Pesquisa | 17–23 de março de 2021                                                                                              | 812 | 23,52% | 15,15% | 14,9% | – | 4,56% | – | 2,59% | 7,02% | 1,23% | 31,03% | 8,37% |

### Segunda vuelta
La segunda vuelta está programada para el 30 de octubre de 2022.
2022
| Encuestadora               | Fecha                                          | Muestra                                        | Haddad PT                                      | Tarcísio REP                                   | NS/NR                                          | Ventaja                                        |       |     |     |     |    |
| -------------------------- | ---------------------------------------------- | ---------------------------------------------- | ---------------------------------------------- | ---------------------------------------------- | ---------------------------------------------- | ---------------------------------------------- | ----- | --- | --- | --- | -- |
| Encuestadora               | Fecha                                          | Muestra                                        | Datafolha                                      | 28–29 de outubro de 2022                       | NS/NR                                          | Ventaja                                        | 3.146 | 42% | 46% | 12% | 4% |
| Globo/Ipec                 | 27–29 de outubro de 2022                       | 2.000                                          | 42%                                            | 46%                                            | 12%                                            | 4%                                             |       |     |     |     |    |
| AtlasIntel                 | 26–29 de outubro de 2022                       | 2.500                                          | 46,3%                                          | 51,2%                                          | 2,6%                                           | 4,9%                                           |       |     |     |     |    |
| Badra Comunicação          | 24–27 de outubro de 2022                       | 2.656                                          | 44%                                            | 48%                                            | 8%                                             | 4%                                             |       |     |     |     |    |
| Modalmais/Futura           | 24–26 de outubro de 2022                       | 1.000                                          | 38,7%                                          | 50,1%                                          | 11,2%                                          | 11,4%                                          |       |     |     |     |    |
| Paraná Pesquisas           | 23–27 de outubro de 2022                       | 1.810                                          | 36,9%                                          | 52,2%                                          | 10,9%                                          | 15,3%                                          |       |     |     |     |    |
| AtlasIntel                 | 21–25 de outubro de 2022                       | 2.500                                          | 44,7%                                          | 51,7%                                          | 3,6%                                           | 7%                                             |       |     |     |     |    |
| Brasmarket                 | 22–25 de outubro de 2022                       | 800                                            | 31,8%                                          | 54,1%                                          | 14,2%                                          | 22,3%                                          |       |     |     |     |    |
| Real Time Big Data         | 24–25 de outubro de 2022                       | 1.200                                          | 39%                                            | 50%                                            | 11%                                            | 11%                                            |       |     |     |     |    |
| Globo/Ipec                 | 23–25 de outubro de 2022                       | 2.000                                          | 43%                                            | 46%                                            | 11%                                            | 3%                                             |       |     |     |     |    |
| Brasmarket                 | 20–22 de outubro de 2022                       | 800                                            | 32,4%                                          | 53,5%                                          | 14,2%                                          | 21,1%                                          |       |     |     |     |    |
| Brasmarket                 | 17–19 de outubro de 2022                       | 800                                            | 34,6%                                          | 55,0%                                          | 10,4%                                          | 20,4%                                          |       |     |     |     |    |
| Paraná Pesquisas           | 16–20 de outubro de 2022                       | 1.810                                          | 37,7%                                          | 51,0%                                          | 11,4%                                          | 13,3%                                          |       |     |     |     |    |
| Datafolha                  | 17–19 de outubro de 2022                       | 1.806                                          | 40%                                            | 49%                                            | 11%                                            | 9%                                             |       |     |     |     |    |
| Real Time Big Data         | 17–18 de outubro de 2022                       | 1.200                                          | 36%                                            | 49%                                            | 15%                                            | 13%                                            |       |     |     |     |    |
| AtlasIntel                 | 9–13 de outubro de 2022                        | 2.500                                          | 42,4%                                          | 53,2%                                          | 4,5%                                           | 10,8%                                          |       |     |     |     |    |
| Modalmais/Futura           | 10–12 de outubro de 2022                       | 1.000                                          | 38,4%                                          | 54,2%                                          | 7,4%                                           | 15,8%                                          |       |     |     |     |    |
| Paraná Pesquisas           | 9–13 de outubro de 2022                        | 1.810                                          | 39,2%                                          | 49,9%                                          | 11,0%                                          | 10,7%                                          |       |     |     |     |    |
| Real Time Big Data         | 10–11 de outubro de 2022                       | 1.200                                          | 36%                                            | 48%                                            | 16%                                            | 12%                                            |       |     |     |     |    |
| Globo/Ipec                 | 9–11 de outubro de 2022                        | 2.000                                          | 41%                                            | 46%                                            | 13%                                            | 5%                                             |       |     |     |     |    |
| Datafolha                  | 5–7 de outubro de 2022                         | 1.806                                          | 40%                                            | 50%                                            | 10%                                            | 10%                                            |       |     |     |     |    |
| Paraná Pesquisas           | 4–6 de outubro de 2022                         | 1.810                                          | 38,4%                                          | 50,4%                                          | 11,2%                                          | 12%                                            |       |     |     |     |    |
| 2 de outubro de 2022       | 2da vuelta entre Haddad y Tarcísio confirmado. | 2da vuelta entre Haddad y Tarcísio confirmado. | 2da vuelta entre Haddad y Tarcísio confirmado. | 2da vuelta entre Haddad y Tarcísio confirmado. | 2da vuelta entre Haddad y Tarcísio confirmado. | 2da vuelta entre Haddad y Tarcísio confirmado. |       |     |     |     |    |
| Encuestadora               | Fecha                                          | Muestra                                        | Haddad PT                                      | Tarcísio REP                                   | NS/NR                                          | Ventaja                                        |       |     |     |     |    |
| Encuestadora               | Fecha                                          | Muestra                                        |                                                |                                                | NS/NR                                          | Ventaja                                        |       |     |     |     |    |
| Datafolha                  | 30 de setembro–1 de outubro de 2022            | 3.700                                          | 46%                                            | 41%                                            | 13%                                            | 5%                                             |       |     |     |     |    |
| Globo/Ipec                 | 29 de setembro–1 de outubro de 2022            | 2.000                                          | 42%                                            | 38%                                            | 30%                                            | 4%                                             |       |     |     |     |    |
| AtlasIntel                 | 26–30 de setembro de 2022                      | 3.000                                          | 39,6%                                          | 39,5%                                          | 20,9%                                          | 0,1%                                           |       |     |     |     |    |
| TV Cultura/Ipespe          | 28–29 de setembro de 2022                      | 1.000                                          | 45%                                            | 39%                                            | 16%                                            | 6%                                             |       |     |     |     |    |
| Datafolha                  | 27–29 de setembro de 2022                      | 2.000                                          | 48%                                            | 40%                                            | 12%                                            | 8%                                             |       |     |     |     |    |
| Atlasintel                 | 23–27 de setembro de 2022                      | 2.200                                          | 40,1%                                          | 40,7%                                          | 19,1%                                          | 0,6%                                           |       |     |     |     |    |
| Globo/Ipec                 | 24–26 de setembro de 2022                      | 2.000                                          | 44%                                            | 37%                                            | 19%                                            | 4%                                             |       |     |     |     |    |
| Genial/Quaest              | 22–25 de setembro de 2022                      | 2.000                                          | 42%                                            | 39%                                            | 19%                                            | 3%                                             |       |     |     |     |    |
| Datafolha                  | 20–22 de setembro de 2022                      | 2.000                                          | 49%                                            | 38%                                            | 12%                                            | 11%                                            |       |     |     |     |    |
| Globo/Ipec                 | 17–19 de setembro de 2022                      | 2.000                                          | 44%                                            | 34%                                            | 21%                                            | 10%                                            |       |     |     |     |    |
| Datafolha                  | 13–15 de setembro de 2022                      | 1.808                                          | 54%                                            | 36%                                            | 10%                                            | 18%                                            |       |     |     |     |    |
| TV Cultura/Ipespe          | 5–7 de setembro de 2022                        | 1.000                                          | 48%                                            | 35%                                            | 17%                                            | 13%                                            |       |     |     |     |    |
| Quaest/Genial              | 2–5 de setembro de 2022                        | 2.000                                          | 42%                                            | 36%                                            | 22%                                            | 6%                                             |       |     |     |     |    |
| Globo/Ipec                 | 3–5 de setembro de 2022                        | 1.504                                          | 43%                                            | 32%                                            | 25%                                            | 11%                                            |       |     |     |     |    |
| Datafolha                  | 30 de agosto–1 de setembro de 2022             | 1.800                                          | 51%                                            | 36%                                            | 13%                                            | 15%                                            |       |     |     |     |    |
| Globo/Ipec                 | 27–29 de agosto de 2022                        | 1.504                                          | 47%                                            | 31%                                            | 22%                                            | 16%                                            |       |     |     |     |    |
| RecordTV/RealTime Big Data | 19–20 de agosto de 2022                        | 2.000                                          | 39%                                            | 30%                                            | 31%                                            | 9%                                             |       |     |     |     |    |
| Datafolha                  | 16–18 de agosto de 2022                        | 1.812                                          | 53%                                            | 31%                                            | 16%                                            | 22%                                            |       |     |     |     |    |
| Modalmais/Futura           | 8–10 de agosto de 2022                         | 1.000                                          | 40%                                            | 40,2%                                          | 19,7%                                          | 0,2%                                           |       |     |     |     |    |
| Real Time Big Data         | 1–2 de agosto de 2022                          | 2.000                                          | 39%                                            | 29%                                            | 32%                                            | 10%                                            |       |     |     |     |    |
| Paraná Pesquisas           | 25–28 de julho de 2022                         | 1.880                                          | 40,4%                                          | 34,5%                                          | 25%                                            | 5,9%                                           |       |     |     |     |    |
| Real Time Big Data         | 8–9 de julho de 2022                           | 1.500                                          | 38%                                            | 29%                                            | 33%                                            | 9%                                             |       |     |     |     |    |
| Genial/Quaest              | 1–4 de julho de 2022                           | 1.640                                          | 44%                                            | 28%                                            | 29%                                            | 16%                                            |       |     |     |     |    |
| EXAME/IDEIA                | 3–8 de junho de 2022                           | 1.200                                          | 36%                                            | 31%                                            | 33%                                            | 5%                                             |       |     |     |     |    |
| Real Time Big Data         | 20–21 de maio de 2022                          | 1.500                                          | 35%                                            | 27%                                            | 38%                                            | 8%                                             |       |     |     |     |    |
| Quaest/Genial              | 6–9 de maio de 2022                            | 1.640                                          | 45%                                            | 23%                                            | 32%                                            | 22%                                            |       |     |     |     |    |
| Ipespe                     | 6–9 de abril de 2022                           | 1.000                                          | 40%                                            | 27%                                            | 33%                                            | 13%                                            |       |     |     |     |    |
| 28 de março de 2022        | Tarcísio de Freitas se une a los Republicanos. | Tarcísio de Freitas se une a los Republicanos. | Tarcísio de Freitas se une a los Republicanos. | Tarcísio de Freitas se une a los Republicanos. | Tarcísio de Freitas se une a los Republicanos. | Tarcísio de Freitas se une a los Republicanos. |       |     |     |     |    |
| Encuestadora               | Fecha                                          | Muestra                                        | Haddad PT                                      | Tarcísio IND                                   | NS/NR                                          | Ventaja                                        |       |     |     |     |    |
| Encuestadora               | Fecha                                          | Muestra                                        |                                                |                                                | NS/NR                                          | Ventaja                                        |       |     |     |     |    |
| Quaest/Genial              | 11–14 de março de 2022                         | 1.640                                          | 42%                                            | 27%                                            | 28%                                            | 15%                                            |       |     |     |     |    |

### Senador Federal
2022
| Encuestadora                      | Fecha | Muestra | França PSB | Pontes PL | Paschoal PRTB | Aparecido MDB | Aldo PDT | Mellão NOVO | Tito PCB | Mancha PSTU | Otros | NS/NR | Ventaja |    |    |    |    |   |        |
| --------------------------------- | --- | --- | --- | --- | --- | --- | --- | --- | --- | --- | --- | --- | --- | -- | -- | -- | -- | - | ------ |
| Encuestadora                      | Fecha | Muestra | Genial/Quaest | 30 de setembro–1 de outubro de 2022 | 2.000 | 39% | 39% | 5% | 6% | 3% | Otros | NS/NR | Ventaja | 2% | 1% | 0% | 5% | – | Empate |
| Datafolha                         | 30 de setembro–1 de outubro de 2022 | 3.700 | 33% | 23% | 3% | 4% | 2% | 1% | 1% | 0% | 5% | 26% | 10% |    |    |    |    |   |        |
| Datafolha                         | 30 de setembro–1 de outubro de 2022 | 3.700 | 45% | 31% | 5% | 6% | 3% | 2% | 2% | 0% | 6% | – | 14% |    |    |    |    |   |        |
| Globo/Ipec                        | 29 de setembro–1 de outubro de 2022 | 2.000 | 31% | 22% | 5% | 4% | 4% | 2% | 1% | 1% | 5% | 28% | 9% |    |    |    |    |   |        |
| AtlasIntel                        | 26–30 de setembro de 2022 | 3.000 | 27,3% | 29% | 3,8% | 6% | 2,6% | 1,8% | 0,9% | 0,5% | 1,5% | 26,7% | 1,7% |    |    |    |    |   |        |
| Globo/Ipec                        | 24–26 de setembro de 2022 | 2.000 | 30% | 19% | 5% | 4% | 4% | 2% | 1% | 1% | 5% | 32% | 11% |    |    |    |    |   |        |
| Genial/Quaest                     | 22–25 de setembro de 2022 | 2.000 | 26% | 25% | 5% | 2% | 2% | 1% | 1% | 0% | 2% | 35% | 1% |    |    |    |    |   |        |
| Datafolha                         | 20–22 de setembro de 2022 | 2.000 | 31% | 19% | 5% | 3% | 3% | 1% | 1% | 0% | 6% | 31% | 12% |    |    |    |    |   |        |
| Paraná Pesquisas                  | 18–22 de setembro de 2022 | 1.810 | 31,5% | 23,8% | 7,9% | 5% | 2% | 0,9% | 0,7% | 0,4% | 1,8% | 21,9% | 7,7% |    |    |    |    |   |        |
| Globo/Ipec                        | 17–19 de setembro de 2022 | 2.000 | 30% | 18% | 5% | 3% | 4% | 2% | 1% | 1% | 5% | 32% | 12% |    |    |    |    |   |        |
| Datafolha                         | 13–15 de setembro de 2022 | 1.808 | 32% | 15% | 4% | 4% | 4% | 1% | 1% | 0% | 6% | 34% | 17% |    |    |    |    |   |        |
| Badra Comunicação                 | 12–14 de setembro de 2022 | 2.666 | 34,5% | 23,4% | 6,5% | 2% | 3,2% | 1,8% | 1,7% | 0,3% | 6,4% | 20% | 11,1% |    |    |    |    |   |        |
| TV Cultura/Ipespe                 | 5–7 de setembro de 2022 | 1.000 | 28% | 15% | 8% | 3% | 3% | 1% | 1% | 1% | 1% | 39% | 13% |    |    |    |    |   |        |
| Paraná Pesquisas                  | 4–6 de setembro de 2022 | 1.880 | 31,2% | 16,4% | 9,8% | 2,3% | 2,8% | 1,2% | 0,5% | 0,6% | 2% | 33,3% | 14,8% |    |    |    |    |   |        |
| Genial/Quaest                     | 2–5 de setembro de 2022 | 2.000 | 25% | 23% | 7% | 2% | 2% | 1% | 1% | 0% | 2% | 36% | 2% |    |    |    |    |   |        |
| Globo/Ipec                        | 3–5 de setembro de 2022 | 1.504 | 31% | 13% | 5% | 3% | 4% | 3% | 2% | 1% | 5% | 34% | 18% |    |    |    |    |   |        |
| Datafolha                         | 30 de agosto–1 de setembro de 2022 | 1.800 | 30% | 13% | 7% | 3% | 4% | 1% | 2% | 1% | 6% | 32% | 17% |    |    |    |    |   |        |
| Globo/Ipec                        | 27–29 de agosto de 2022 | 1.504 | 25% | 12% | 6% | 2% | 3% | 1% | 2% | 1% | 6% | 43% | 13% |    |    |    |    |   |        |
| Badra Comunicação                 | 25–27 de agosto de 2022 | 2.666 | 30,3% | 19,9% | 9% | 2,7% | 5,4% | 2,8% | 2,4% | 0,4% | 7,5% | 19,5% | 10,4% |    |    |    |    |   |        |
| Paraná Pesquisas                  | 18–22 de agosto de 2022 | 1.880 | 29,7% | 10% | 12,3% | 1,7% | 2% | 0,5% | 0,3% | 0,1% | 1,6% | 41,8% | 17,4% |    |    |    |    |   |        |
| 23 de julho e 4 de agosto de 2022 | Paulo Skaf es sustituido en la candidatura al Senado por la de Marcos Pontes. Edson Aparecido es elegido como candidato al Senado por la boleta de Rodrigo Garcia.   | Paulo Skaf es sustituido en la candidatura al Senado por la de Marcos Pontes. Edson Aparecido es elegido como candidato al Senado por la boleta de Rodrigo Garcia.   | Paulo Skaf es sustituido en la candidatura al Senado por la de Marcos Pontes. Edson Aparecido es elegido como candidato al Senado por la boleta de Rodrigo Garcia.   | Paulo Skaf es sustituido en la candidatura al Senado por la de Marcos Pontes. Edson Aparecido es elegido como candidato al Senado por la boleta de Rodrigo Garcia.   | Paulo Skaf es sustituido en la candidatura al Senado por la de Marcos Pontes. Edson Aparecido es elegido como candidato al Senado por la boleta de Rodrigo Garcia.   | Paulo Skaf es sustituido en la candidatura al Senado por la de Marcos Pontes. Edson Aparecido es elegido como candidato al Senado por la boleta de Rodrigo Garcia.   | Paulo Skaf es sustituido en la candidatura al Senado por la de Marcos Pontes. Edson Aparecido es elegido como candidato al Senado por la boleta de Rodrigo Garcia.   | Paulo Skaf es sustituido en la candidatura al Senado por la de Marcos Pontes. Edson Aparecido es elegido como candidato al Senado por la boleta de Rodrigo Garcia.   | Paulo Skaf es sustituido en la candidatura al Senado por la de Marcos Pontes. Edson Aparecido es elegido como candidato al Senado por la boleta de Rodrigo Garcia.   | Paulo Skaf es sustituido en la candidatura al Senado por la de Marcos Pontes. Edson Aparecido es elegido como candidato al Senado por la boleta de Rodrigo Garcia.   | Paulo Skaf es sustituido en la candidatura al Senado por la de Marcos Pontes. Edson Aparecido es elegido como candidato al Senado por la boleta de Rodrigo Garcia.   | Paulo Skaf es sustituido en la candidatura al Senado por la de Marcos Pontes. Edson Aparecido es elegido como candidato al Senado por la boleta de Rodrigo Garcia.   | Paulo Skaf es sustituido en la candidatura al Senado por la de Marcos Pontes. Edson Aparecido es elegido como candidato al Senado por la boleta de Rodrigo Garcia.   |    |    |    |    |   |        |
| Encuestadora                      | Fecha | Muestra | França PSB | Pontes PL | Skaf REP | Paschoal PRTB | Nise PROS | Aldo PDT | Milton UNIÃO | Mellão NOVO | Otros | NS/NR | Ventaja |    |    |    |    |   |        |
| Encuestadora                      | Fecha | Muestra | | | | | | | | | Otros | NS/NR | Ventaja |    |    |    |    |   |        |
| Real Time Big Data                | 1–2 de agosto de 2022 | 2.000 | 26% | 10% | – | 16% | 1% | 1% | 4% | 1% | 4% | 37% | 10% |    |    |    |    |   |        |
| Paraná Pesquisas                  | 25–28 de julho de 2022 | 1.880 | 24,9% | 9,9% | – | 10,6% | 1,9% | 3,5% | 5,1% | 0,9% | 1,4% | 41,7% | 14,3% |    |    |    |    |   |        |
| 23 de julho de 2022               | Marcos Pontes es anunciado como candidato al Senado Federal por el Partido Liberal.                                                                                  | Marcos Pontes es anunciado como candidato al Senado Federal por el Partido Liberal.                                                                                  | Marcos Pontes es anunciado como candidato al Senado Federal por el Partido Liberal.                                                                                  | Marcos Pontes es anunciado como candidato al Senado Federal por el Partido Liberal.                                                                                  | Marcos Pontes es anunciado como candidato al Senado Federal por el Partido Liberal.                                                                                  | Marcos Pontes es anunciado como candidato al Senado Federal por el Partido Liberal.                                                                                  | Marcos Pontes es anunciado como candidato al Senado Federal por el Partido Liberal.                                                                                  | Marcos Pontes es anunciado como candidato al Senado Federal por el Partido Liberal.                                                                                  | Marcos Pontes es anunciado como candidato al Senado Federal por el Partido Liberal.                                                                                  | Marcos Pontes es anunciado como candidato al Senado Federal por el Partido Liberal.                                                                                  | Marcos Pontes es anunciado como candidato al Senado Federal por el Partido Liberal.                                                                                  | Marcos Pontes es anunciado como candidato al Senado Federal por el Partido Liberal.                                                                                  | Marcos Pontes es anunciado como candidato al Senado Federal por el Partido Liberal.                                                                                  |    |    |    |    |   |        |
| Encuestadora                      | Fecha | Muestra | França PSB | Zambelli PL | Skaf REP | Paschoal PRTB | Nise PROS | Aldo PDT | Milton UNIÃO | Mellão NOVO | Otros | NS/NR | Ventaja |    |    |    |    |   |        |
| Encuestadora                      | Fecha | Muestra | | | | | | | | | Otros | NS/NR | Ventaja |    |    |    |    |   |        |
| Badra Comunicação                 | 21–23 de julho de 2022 | 2.666 | 28,5% | 10,3% | – | 9,2% | 1,9% | 3% | 8,7% | 2,5% | 14,8% | 21,2% | 13,7% |    |    |    |    |   |        |
| Real Time Big Data                | 8–9 de julho de 2022 | 1.500 | 23% | – | 12% | 13% | 2% | 2% | 5% | 1% | 4% | 38% | 10% |    |    |    |    |   |        |
| Real Time Big Data                | 8–9 de julho de 2022 | 1.500 | 23% | 8% | – | 14% | 2% | 2% | 5% | 1% | 5% | 40% | 9% |    |    |    |    |   |        |
| Real Time Big Data                | 8–9 de julho de 2022 | 1.500 | 24% | – | – | 15% | 2% | 2% | 5% | 1% | 10% | 41% | 9% |    |    |    |    |   |        |
| Real Time Big Data                | 8–9 de julho de 2022 | 1.500 | 23% | – | – | 14% | 2% | 2% | 5% | 1% | 12% | 41% | 9% |    |    |    |    |   |        |
| Genial/Quaest                     | 1–4 de julho de 2022 | 1.640 | 27% | 9% | 13% | 7% | 1% | 3% | 5% | 1% | 2% | 29% | 14% |    |    |    |    |   |        |
| Genial/Quaest                     | 1–4 de julho de 2022 | 1.640 | 30% | 10% | 14% | 8% | – | 3% | – | – | 2% | 28% | 16% |    |    |    |    |   |        |
| Genial/Quaest                     | 1–4 de julho de 2022 | 1.640 | 42% | – | – | 15% | – | 6% | – | – | 4% | 34% | 27% |    |    |    |    |   |        |
| Paraná Pesquisas                  | 27–30 de junho de 2022 | 1.806 | 14% | – | 6,6% | 9,3% | 1,8% | 1,2% | 4,1% | 0,4% | 43,2% | 19,5% | 29,2% |    |    |    |    |   |        |
| Paraná Pesquisas                  | 27–30 de junho de 2022 | 1.806 | – | – | – | 11% | 2,2% | – | 5,5% | 1,1% | 53,5% | 26,6% | 42,5% |    |    |    |    |   |        |
| 30 de junho de 2022               | José Luiz Datena se retira de su candidatura al Senado Federal. | José Luiz Datena se retira de su candidatura al Senado Federal. | José Luiz Datena se retira de su candidatura al Senado Federal. | José Luiz Datena se retira de su candidatura al Senado Federal. | José Luiz Datena se retira de su candidatura al Senado Federal. | José Luiz Datena se retira de su candidatura al Senado Federal. | José Luiz Datena se retira de su candidatura al Senado Federal. | José Luiz Datena se retira de su candidatura al Senado Federal. | José Luiz Datena se retira de su candidatura al Senado Federal. | José Luiz Datena se retira de su candidatura al Senado Federal. | José Luiz Datena se retira de su candidatura al Senado Federal. | José Luiz Datena se retira de su candidatura al Senado Federal. | José Luiz Datena se retira de su candidatura al Senado Federal. |    |    |    |    |   |        |
| Encuestadora                      | Fecha | Muestra | Datena PSC | França PSB | Zambelli PL | Skaf REP | Paschoal PRTB | Nise PROS | Milton UNIÃO | Mellão NOVO | Otros | NS/NR | Ventaja |    |    |    |    |   |        |
| Encuestadora                      | Fecha | Muestra | | | | | | | | | Otros | NS/NR | Ventaja |    |    |    |    |   |        |
| EXAME/IDEIA                       | 3–8 de junho de 2022 | 1.200 | 19% | 14% | 9% | 8% | 6% | 2% | 2% | 2% | 3% | 38% | 5% |    |    |    |    |   |        |
| 7 de junho de 2022                | Sergio Moro tiene su traslado de domicilio electoral suspendido por decisión del Tribunal Regional Electoral de São Paulo (TRE-SP) y no puede competir en el estado. | Sergio Moro tiene su traslado de domicilio electoral suspendido por decisión del Tribunal Regional Electoral de São Paulo (TRE-SP) y no puede competir en el estado. | Sergio Moro tiene su traslado de domicilio electoral suspendido por decisión del Tribunal Regional Electoral de São Paulo (TRE-SP) y no puede competir en el estado. | Sergio Moro tiene su traslado de domicilio electoral suspendido por decisión del Tribunal Regional Electoral de São Paulo (TRE-SP) y no puede competir en el estado. | Sergio Moro tiene su traslado de domicilio electoral suspendido por decisión del Tribunal Regional Electoral de São Paulo (TRE-SP) y no puede competir en el estado. | Sergio Moro tiene su traslado de domicilio electoral suspendido por decisión del Tribunal Regional Electoral de São Paulo (TRE-SP) y no puede competir en el estado. | Sergio Moro tiene su traslado de domicilio electoral suspendido por decisión del Tribunal Regional Electoral de São Paulo (TRE-SP) y no puede competir en el estado. | Sergio Moro tiene su traslado de domicilio electoral suspendido por decisión del Tribunal Regional Electoral de São Paulo (TRE-SP) y no puede competir en el estado. | Sergio Moro tiene su traslado de domicilio electoral suspendido por decisión del Tribunal Regional Electoral de São Paulo (TRE-SP) y no puede competir en el estado. | Sergio Moro tiene su traslado de domicilio electoral suspendido por decisión del Tribunal Regional Electoral de São Paulo (TRE-SP) y no puede competir en el estado. | Sergio Moro tiene su traslado de domicilio electoral suspendido por decisión del Tribunal Regional Electoral de São Paulo (TRE-SP) y no puede competir en el estado. | Sergio Moro tiene su traslado de domicilio electoral suspendido por decisión del Tribunal Regional Electoral de São Paulo (TRE-SP) y no puede competir en el estado. | Sergio Moro tiene su traslado de domicilio electoral suspendido por decisión del Tribunal Regional Electoral de São Paulo (TRE-SP) y no puede competir en el estado. |    |    |    |    |   |        |
| Encuestadora                      | Fecha | Muestra | Datena PSC | Moro UNIÃO | França PSB | Skaf REP | Paschoal PRTB | Nise PROS | Milton UNIÃO | Mellão NOVO | Otros | NS/NR | Ventaja |    |    |    |    |   |        |
| Encuestadora                      | Fecha | Muestra | | | | | | | | | Otros | NS/NR | Ventaja |    |    |    |    |   |        |
| Paraná Pesquisas                  | 22–26 de maio de 2022 | 1.880 | 22,3% | 16,5% | 13,2% | 6,1% | 6% | 1,1% | – | 0,3% | 14,1% | 20,5% | 5,8% |    |    |    |    |   |        |
| Paraná Pesquisas                  | 22–26 de maio de 2022 | 1.880 | 26,8% | – | 15,2% | 7,2% | 6,5% | 1,3% | 3,5% | 0,4% | 14,7% | 24,5% | 11,6% |    |    |    |    |   |        |
| Paraná Pesquisas                  | 22–26 de maio de 2022 | 1.880 | 32,4% | – | 18,1% | – | 10,8% | 2,6% | 4,4% | 0,7% | – | 30,9% | 14,3% |    |    |    |    |   |        |
| Real Time Big Data                | 20–21 de maio de 2022 | 1.500 | 29% | 20% | 16% | – | 6% | 2% | – | 1% | 3% | 23% | 9% |    |    |    |    |   |        |
| Real Time Big Data                | 20–21 de maio de 2022 | 1.500 | – | – | – | 14% | 9% | – | 4% | 1% | 34% | 38% | 20% |    |    |    |    |   |        |
| Real Time Big Data                | 20–21 de maio de 2022 | 1.500 | 33% | – | 21% | – | 8% | – | 5% | 1% | 1% | 31% | 12% |    |    |    |    |   |        |
| Real Time Big Data                | 20–21 de maio de 2022 | 1.500 | 27% | – | – | – | 10% | – | 5% | 1% | 25% | 32% | 2% |    |    |    |    |   |        |
| Quaest/Genial                     | 6–9 de maio de 2022 | 1.640 | 28% | 16% | 11% | 10% | 5% | – | – | 1% | 11% | 19% | 12% |    |    |    |    |   |        |
| Quaest/Genial                     | 6–9 de maio de 2022 | 1.640 | – | – | – | 22% | 9% | – | – | 2% | 30% | 38% | 8% |    |    |    |    |   |        |
| Instituto Gerp                    | 25–29 de abril de 2022 | 1.600 | 17% | 14% | 11% | 8% | 6% | 2% | 3% | 1% | 2% | 36% | 3% |    |    |    |    |   |        |
| Paraná Pesquisas                  | 24–29 de abril de 2022 | 1.820 | 29% | 21,8% | 13,7% | – | 8,5% | 2,7% | – | 0,4% | – | 23,9% | 7,2% |    |    |    |    |   |        |
| Paraná Pesquisas                  | 24–29 de abril de 2022 | 1.820 | 34,5% | – | 16,3% | – | 10,1% | 2,9% | 6,5% | 0,6% | – | 29,2% | 18,2% |    |    |    |    |   |        |
| 1 de abril de 2022                | José Luiz Datena deja Unión Brasil (UNIÃO) y se une al Partido Social Cristiano (PSC).                                                                               | José Luiz Datena deja Unión Brasil (UNIÃO) y se une al Partido Social Cristiano (PSC).                                                                               | José Luiz Datena deja Unión Brasil (UNIÃO) y se une al Partido Social Cristiano (PSC).                                                                               | José Luiz Datena deja Unión Brasil (UNIÃO) y se une al Partido Social Cristiano (PSC).                                                                               | José Luiz Datena deja Unión Brasil (UNIÃO) y se une al Partido Social Cristiano (PSC).                                                                               | José Luiz Datena deja Unión Brasil (UNIÃO) y se une al Partido Social Cristiano (PSC).                                                                               | José Luiz Datena deja Unión Brasil (UNIÃO) y se une al Partido Social Cristiano (PSC).                                                                               | José Luiz Datena deja Unión Brasil (UNIÃO) y se une al Partido Social Cristiano (PSC).                                                                               | José Luiz Datena deja Unión Brasil (UNIÃO) y se une al Partido Social Cristiano (PSC).                                                                               | José Luiz Datena deja Unión Brasil (UNIÃO) y se une al Partido Social Cristiano (PSC).                                                                               | José Luiz Datena deja Unión Brasil (UNIÃO) y se une al Partido Social Cristiano (PSC).                                                                               | José Luiz Datena deja Unión Brasil (UNIÃO) y se une al Partido Social Cristiano (PSC).                                                                               | José Luiz Datena deja Unión Brasil (UNIÃO) y se une al Partido Social Cristiano (PSC).                                                                               |    |    |    |    |   |        |
| Encuestadora                      | Fecha | Muestra | Datena UNIÃO | França PSB | Paschoal PRTB | Skaf MDB | Haddad PT | Nise PTB | Milton UNIÃO | Mellão NOVO | Otros | NS/NR | Ventaja |    |    |    |    |   |        |
| Encuestadora                      | Fecha | Muestra | | | | | | | | | Otros | NS/NR | Ventaja |    |    |    |    |   |        |
| Paraná Pesquisas                  | 27–31 de março de 2022 | 1.820 | 32% | 15,4% | 11,2% | 10,2% | – | – | – | 1,4% | 0,4% | 29,4% | 16,6% |    |    |    |    |   |        |
| Paraná Pesquisas                  | 27–31 de março de 2022 | 1.820 | 34,6% | 19,3% | 12,3% | – | – | – | – | – | – | 33,7% | 15,3% |    |    |    |    |   |        |
| Real Time Big Data                | 25–27 de março de 2022 | 1.500 | 32% | 19% | 6% | 11% | – | 2% | – | 1% | 1% | 28% | 13% |    |    |    |    |   |        |
| Real Time Big Data                | 25–27 de março de 2022 | 1.500 | 33% | – | 7% | 12% | 20% | – | – | – | – | 28% | 13% |    |    |    |    |   |        |
| Real Time Big Data                | 25–27 de março de 2022 | 1.500 | 27% | – | 11% | 18% | – | – | – | – | 5% | 39% | 9% |    |    |    |    |   |        |
| Quaest/Genial                     | 11–14 de março de 2022 | 1.640 | 39% | 15% | 6% | 13% | – | – | – | 2% | 1% | 24% | 24% |    |    |    |    |   |        |
| Quaest/Genial                     | 11–14 de março de 2022 | 1.640 | 42% | 21% | 8% | – | – | – | – | 3% | – | 26% | 21% |    |    |    |    |   |        |

2021
| Encuestadora     | Datas de realização     | Muestra | Datena PSL       | Moro PODE                 | França PSB | Boulos PSOL | Suplicy PT | Skaf MDB | Paschoal PSL | Serra PSDB | Otros | NS/NR | Ventaja |      |      |   |       |     |      |
| ---------------- | ----------------------- | ------- | ---------------- | ------------------------- | ---------- | ----------- | ---------- | -------- | ------------ | ---------- | ----- | ----- | ------- | ---- | ---- | - | ----- | --- | ---- |
| Encuestadora     | Datas de realização     | Muestra | Paraná Pesquisas | 13–17 de dezembro de 2021 | 1.818      | 25,7%       | 19,8%      | –        | –            | –          | Otros | NS/NR | Ventaja | 7,4% | 7,7% | – | 18,5% | 21% | 5,9% |
| EXAME/IDEIA      | 23–26 de agosto de 2021 | 2.000   | –                | –                         | 19%        | 17%         | 15%        | 11%      | 8%           | 4%         | 7%    | 19%   | 2%      |      |      |   |       |     |      |
| Paraná Pesquisas | 7–10 de junho de 2021   | 1.818   | 29,1%            | –                         | –          | –           | 19%        | –        | 10,1%        | 8,3%       | 11,2% | 22,3% | 10,1%   |      |      |   |       |     |      |
| Paraná Pesquisas | 7–10 de junho de 2021   | 1.818   | –                | –                         | –          | –           | 23,5%      | –        | 12,2%        | 10,9%      | 21,5% | 31,9% | 11,3%   |      |      |   |       |     |      |

## Resultados

### Gobernador
| Candidato                                                                         | Candidato                                | Candidato                        | Primera vuelta | Primera vuelta | Segunda vuelta | Segunda vuelta |
| Gobernador/a                                                                      | Gobernador/a                             | Vicegobernador/a                 | Votos          | %              | Votos          | %              |
| --------------------------------------------------------------------------------- | ---------------------------------------- | -------------------------------- | -------------- | -------------- | -------------- | -------------- |
|                                                                                   | Tarcísio Gomes de Freitas (Republicanos) | Felício Ramuth (PSD)             | 9,881,995      | 42,32          | 13,480,643     | 55,27          |
|                                                                                   | Fernando Haddad (PT)                     | Lúcia França (PSB)               | 8,337,139      | 35,70          | 10,909,371     | 44,73          |
|                                                                                   | Rodrigo Garcia (PSDB)                    | Eugênio Zuliani (UNIÃO)          | 4,296,293      | 18,40          |                |                |
|                                                                                   | Vinicius Poit (NOVO)                     | Doris Alves (NOVO)               | 388,974        | 1,67           |                |                |
|                                                                                   | Elvis Cezar (PDT)                        | leides Sodré( PDT)               | 281,712        | 1,21           |                |                |
|                                                                                   | Carol Vigliar (UP)                       | Rafaela Carvalho (UP)            | 88,767         | 0,38           |                |                |
|                                                                                   | Gabriel Colombo (PCB)                    | Professora Aline (PCB)           | 46,727         | 0,20           |                |                |
|                                                                                   | Altino Prazeres Júnior (PSTU)            | Professora Flávia (PSTU)         | 14,859         | 0,06           |                |                |
|                                                                                   | Antonio Jorge (DC)                       | Vitor Rocca Critelli Júnior (DC) | 10,778         | 0,05           |                |                |
|                                                                                   | Edson Dorta (PCO)                        | Lílian Miranda (PCO)             | 5,305          | 0,02           |                |                |
|                                                                                   |                                          |                                  |                |                |                |                |
| Votos válidos                                                                     | Votos válidos                            | Votos válidos                    | 23,352,549     | 86,02          | 24,390,014     | 89,20          |
| Votos nulos                                                                       | Votos nulos                              | Votos nulos                      | 2,149,776      | 7,92           | 1,849,298      | 6,76           |
| Votos en blanco                                                                   | Votos en blanco                          | Votos en blanco                  | 1,645,522      | 6,06           | 1,102,504      | 4,04           |
| Total                                                                             | Total                                    | Total                            | 27,147,847     | 100,00         | 27,341,816     | 100,00         |
| Registrados/Participación                                                         | Registrados/Participación                | Registrados/Participación        | 34,639,761     | 78,37          | 34,642,067     | 78,93          |
|                                                                                   |                                          |                                  |                |                |                |                |
| Fuente: Justiça Eleitoral Archivado el 2 de noviembre de 2022 en Wayback Machine. |                                          |                                  |                |                |                |                |

### Senador Federal
| Candidato                                                                         | Candidato                 | Partido                   | Votos      | %     |
| --------------------------------------------------------------------------------- | ------------------------- | ------------------------- | ---------- | ----- |
|                                                                                   | Marcos Pontes             | PL                        | 10,714,913 | 49,68 |
|                                                                                   | Márcio França             | PSB                       | 7,822,518  | 36,27 |
|                                                                                   | Edson Aparecido           | MDB                       | 1,655,224  | 7,67  |
|                                                                                   | Janaina Paschoal          | PRTB                      | 447,550    | 2,07  |
|                                                                                   | Ricardo Mellâo            | NOVO                      | 311,321    | 1,44  |
|                                                                                   | Vivian Mendes             | UP                        | 280,460    | 1,30  |
|                                                                                   | Aldo Rebelo               | PDT                       | 230,833    | 1,07  |
|                                                                                   | Tito Bellini              | PCB                       | 59,449     | 0,28  |
|                                                                                   | Azkoul                    | DC                        | 19,337     | 0,09  |
|                                                                                   | Mancha                    | PSTU                      | 14,598     | 0,07  |
|                                                                                   | Antônio Carlos            | PCO                       | 13,280     | 0,06  |
|                                                                                   |                           |                           |            |       |
| Votos válidos                                                                     | Votos válidos             | Votos válidos             | 21,556,203 | 79,45 |
| Votos nulos                                                                       | Votos nulos               | Votos nulos               | 3,029,752  | 11,16 |
| Votos en blanco                                                                   | Votos en blanco           | Votos en blanco           | 2,548,612  | 9,39  |
| Total                                                                             | Total                     | Total                     | 27,147,847 | 100   |
| Registrados/Participación                                                         | Registrados/Participación | Registrados/Participación | 34,639,761 | 78,37 |
|                                                                                   |                           |                           |            |       |
| Fuente: Justiça Eleitoral Archivado el 2 de noviembre de 2022 en Wayback Machine. |                           |                           |            |       |

### Diputados federales electos
Listado de candidatos electos con información adicional de la Cámara de Diputados.
| Diputados federales electos         | Partido       | Votos     | Ciudad de Origen         | Estado             |
| ----------------------------------- | ------------- | --------- | ------------------------ | ------------------ |
| Guilherme Boulos                    | PSOL          | 1.001.472 | São Paulo                | São Paulo          |
| Carla Zambelli                      | PL            | 946.244   | Ribeirão Preto           | São Paulo          |
| Eduardo Bolsonaro                   | PL            | 741.701   | Río de Janeiro           | Río de Janeiro     |
| Ricardo Salles                      | PL            | 640.918   | São Paulo                | São Paulo          |
| Delegado Bruno Lima                 | PP            | 461.217   | São Paulo                | São Paulo          |
| Tabata Amaral                       | PSB           | 337.873   | São Paulo                | São Paulo          |
| Celso Russomanno                    | Republicanos  | 305.520   | São Paulo                | São Paulo          |
| Kim Kataguiri                       | UNIÃO         | 295.460   | Salto                    | São Paulo          |
| Erika Hilton                        | PSOL          | 256.903   | Franco da Rocha          | São Paulo          |
| Delegado Palumbo                    | MDB           | 254.898   | São Paulo                | São Paulo          |
| Pablo Marçal                        | PROS          | 243.029   | Goiânia                  | Goiás              |
| Capitão Derrite                     | PL            | 239.772   | Sorocaba                 | São Paulo          |
| Marina Silva                        | REDE          | 237.526   | Rio Branco               | Acre               |
| Baleia Rossi                        | MDB           | 236.463   | São Paulo                | São Paulo          |
| Fábio Teruel                        | MDB           | 235.165   | Santa Bárbara D'Oeste    | São Paulo          |
| Marcos Pereira                      | Republicanos  | 231.626   | Linhares                 | Espírito Santo     |
| Sâmia Bomfim                        | PSOL          | 226.187   | Presidente Prudente      | São Paulo          |
| Marco Feliciano                     | PL            | 220.595   | Orlândia                 | São Paulo          |
| Rosângela Moro                      | UNIÃO         | 217.170   | Curitiba                 | Paraná             |
| Rosana Valle                        | PL            | 216.437   | Santos                   | São Paulo          |
| Alex Manente                        | Cidadania     | 196.866   | São Bernardo do Campo    | São Paulo          |
| Rui Falcão                          | PT            | 193.990   | Pitangui                 | Minas Gerais       |
| Alexandre Leite                     | UNIÃO         | 192.806   | São Paulo                | São Paulo          |
| Márcio Alvino                       | PL            | 187.314   | São Paulo                | São Paulo          |
| Delegado Da Cunha                   | PP            | 181.568   | Santos                   | São Paulo          |
| Renata Abreu                        | PODE          | 180.247   | São Paulo                | São Paulo          |
| Felipe Becari                       | UNIÃO         | 178.777   | São Paulo                | São Paulo          |
| Paulo Alexandre Barbosa             | PSDB          | 170.378   | Santos                   | São Paulo          |
| Capitão Augusto                     | PL            | 168.740   | Ourinhos                 | São Paulo          |
| Kiko Celeguim                       | PT            | 167.438   | Franco da Rocha          | São Paulo          |
| Paulo Freire Costa                  | PL            | 161.675   | São Paulo                | São Paulo          |
| Jilmar Tatto                        | PT            | 157.843   | Corbélia                 | Paraná             |
| Marco Bertaiolli                    | PSD           | 157.552   | Mogi das Cruzes          | São Paulo          |
| Sônia Guajajara                     | PSOL          | 156.996   | Terra Indígena Arariboia | Maranhão           |
| Luiz Marinho                        | PT            | 156.202   | Cosmorama                | São Paulo          |
| Jefferson Campos                    | PL            | 155.336   | Ourinhos                 | São Paulo          |
| Nilto Tatto                         | PT            | 151.861   | Frederico Westphalen     | Río Grande del Sur |
| Carlos Zarattini                    | PT            | 147.349   | São Paulo                | São Paulo          |
| Arlindo Chinaglia                   | PT            | 144.108   | Serra Azul               | São Paulo          |
| Cezinha de Madureira                | PSD           | 143.434   | Ipiaú                    | Bahía              |
| Bruno Ganem                         | PODE          | 141.595   | São Paulo                | São Paulo          |
| Alexandre Padilha                   | PT            | 140.037   | São Paulo                | São Paulo          |
| Alencar Santana                     | PT            | 139.223   | São Paulo                | São Paulo          |
| Ricardo Silva                       | PSD           | 133.926   | Ribeirão Preto           | São Paulo          |
| Mauricio Neves                      | PP            | 129.731   | São Caetano do Sul       | São Paulo          |
| Juliana Cardoso                     | PT            | 125.517   | São Paulo                | São Paulo          |
| Mário Frias                         | PL            | 122.564   | Río de Janeiro           | Río de Janeiro     |
| Alberto Mourão                      | MDB           | 114.234   | São Paulo                | São Paulo          |
| Luiza Erundina                      | PSOL          | 113.983   | Uiraúna                  | Paraíba            |
| Arnaldo Jardim                      | Cidadania     | 113.462   | Altinópolis              | São Paulo          |
| Vinicius Carvalho                   | Republicanos  | 113.009   | Río de Janeiro           | Río de Janeiro     |
| Marcelo Lima                        | Solidariedade | 110.430   | São Bernardo do Campo    | São Paulo          |
| Adriana Ventura                     | NOVO          | 109.474   | São Paulo                | São Paulo          |
| Rodrigo Gambale                     | PODE          | 108.209   | Mogi das Cruzes          | São Paulo          |
| Miguel Lombardi                     | PL            | 107.869   | Limeira                  | São Paulo          |
| Vitor Lippi                         | PSDB          | 106.661   | Sorocaba                 | São Paulo          |
| Luiz Carlos Motta                   | PL            | 104.701   | Ribeirão Preto           | São Paulo          |
| Milton Vieira                       | Republicanos  | 98.557    | Iepê                     | São Paulo          |
| Carlos Sampaio                      | PSDB          | 98.102    | Campinas                 | São Paulo          |
| Simone Marquetto                    | MDB           | 97.730    | São Paulo                | São Paulo          |
| Gilberto Nascimento                 | PSC           | 95.077    | São Paulo                | São Paulo          |
| Maria Rosas                         | Republicanos  | 94.787    | Angra dos Reis           | Río de Janeiro     |
| David Soares                        | UNIÃO         | 93.381    | Río de Janeiro           | Río de Janeiro     |
| Fernando Marangoni                  | UNIÃO         | 89.390    | São Paulo                | São Paulo          |
| Jonas Donizette                     | PSB           | 84.044    | Monte Belo               | Minas Gerais       |
| Luiz Philippe de Orléans e Bragança | PL            | 79.210    | Río de Janeiro           | Río de Janeiro     |
| Antonio Carlos Rodrigues            | PL            | 73.054    | São Paulo                | São Paulo          |
| Fausto Pinato                       | PP            | 72.169    | Fernandópolis            | São Paulo          |
| Delegado Paulo Bilynskyj            | PL            | 72.156    | São Paulo                | São Paulo          |
| Tiririca                            | PL            | 71.754    | Itapipoca                | Ceará              |

#### Por Partido/Federación
| N.º                         | Partido                                                 | Votos      | %      | Escaños | ±           |
| --------------------------- | ------------------------------------------------------- | ---------- | ------ | ------- | ----------- |
| 22                          | Partido Liberal (PL)                                    | 5.366.593  | 21,07  | 17      | 10          |
| 13                          | Partido de los Trabajadores (PT)                        | 2.959.641  | 12,71  | 10      | 2           |
| 50                          | Partido Socialismo y Libertad (PSOL)                    | 1.988.903  | 8,54   | 5       | 2           |
| 44                          | Unión Brasil (UNIÃO)                                    | 1.831.668  | 7,86   | 6       | 9           |
| 15                          | Movimento Democrático Brasileiro (MDB)                  | 1.621.718  | 6,96   | 5       | 3           |
| 10                          | Republicanos (REP)                                      | 1.584.276  | 6,80   | 5       | 1           |
| 11                          | Progresistas (PP)                                       | 1.175.053  | 5,04   | 4       | Sin cambios |
| 45                          | Partido de la Social Democracia Brasileña (PSDB)        | 1.073.929  | 4,61   | 3       | 3           |
| 55                          | Partido Social Democrático (PSD)                        | 1.065.831  | 4,58   | 3       | 1           |
| 19                          | Podemos (PODE)                                          | 893.665    | 3,84   | 3       | Sin cambios |
| 40                          | Partido Socialista Brasileiro (PSB)                     | 753.016    | 3,23   | 2       | 2           |
| 23                          | Ciudadanía (Cidadania)                                  | 426.412    | 1,83   | 2       | Sin cambios |
| 77                          | Solidaridad (SD)                                        | 392.022    | 1,68   | 1       | Sin cambios |
| 30                          | Partido Nuevo (NOVO)                                    | 361.268    | 1,55   | 1       | 2           |
| 90                          | Partido Republicano de Orden Social (PROS)              | 304.154    | 1,31   | 1       | 1           |
| 18                          | Red de Sostenibilidad (REDE)                            | 300.904    | 1,29   | 1       | 1           |
| 20                          | Partido Social Cristiano (PSC)                          | 293.192    | 1,26   | 1       | 1           |
| 12                          | Partido Democrático Laborista (PDT)                     | 285.898    | 1,23   | 0       | 1           |
| 70                          | Avante (AVANTE)                                         | 247.772    | 1,06   | 0       | Sin cambios |
| 51                          | Patriota (PATRI)                                        | 243.888    | 1,05   | 0       | Sin cambios |
| 14                          | Partido Laborista Brasileiro (PTB)                      | 217.799    | 0,94   | 0       | Sin cambios |
| 65                          | Partido Comunista de Brasil (PCdoB)                     | 139.151    | 0,60   | 0       | 1           |
| 28                          | Partido Renovador Laborista Brasileño (PRTB)            | 55.485     | 0,24   | 0       | Sin cambios |
| 43                          | Partido Verde (PV)                                      | 40.395     | 0,17   | 0       | 1           |
| 36                          | Actuar (AGIR-36)                                        | 34.616     | 0,15   | 0       | Sin cambios |
| 80                          | Unidad Popular (UP)                                     | 24.142     | 0,10   | 0       | Sin cambios |
| 35                          | Partido de la Mujer Brasileña (PMB)                     | 18.698     | 0,08   | 0       | Sin cambios |
| 33                          | Partido de la Movilización Nacional (PMN)               | 16.154     | 0,07   | 0       | Sin cambios |
| 23                          | Partido Comunista Brasileño (PCB)                       | 15.510     | 0,06   | 0       | Sin cambios |
| 16                          | Partido Socialista de los Trabajadores Unificado (PSTU) | 8.790      | 0,04   | 0       | Sin cambios |
| 27                          | Democracia Cristiana (DC)                               | 6.248      | 0,03   | 0       | Sin cambios |
| 29                          | Partido de la Causa Obrera (PCO)                        | 4.187      | 0,02   | 0       | Sin cambios |
|                             |                                                         |            |        |         |             |
| Votos válidos               | Votos válidos                                           | 23.291.525 | 85,79  |         |             |
| Votos anulados              | Votos anulados                                          | 424.341    | 1,56   |         |             |
| Votos a candidatos anulados | Votos a candidatos anulados                             | 34.525     | 0,13   |         |             |
| Votos en blanco             | Votos en blanco                                         | 1.926.945  | 7,10   |         |             |
| Votos nulos                 | Votos nulos                                             | 1.470.511  | 5,42   |         |             |
| Total                       | Total                                                   | 27.147.847 | 100,00 | 70      | Sin cambios |
| Registrados/Participación   | Registrados/Participación                               | 34.639.761 | 78,37  |         |             |

### Asamblea Legislativa
En las elecciones para la Asamblea Legislativa de São Paulo, había 94 escaños en juego.
| Partidos                    | Partidos                                                | Votos      | %      | Escaños | +/–         |
| --------------------------- | ------------------------------------------------------- | ---------- | ------ | ------- | ----------- |
| 22                          | Partido Liberal (PL)                                    | 4.144.519  | 17,79  | 19      | Sin cambios |
| 13                          | Partido de los Trabajadores (PT)                        | 3.720.559  | 15,97  | 18      | +8          |
| 45                          | Partido de la Social Democracia Brasileña (PSDB)        | 1.997.660  | 8,58   | 9       | –4          |
| 10                          | Republicanos (REP)                                      | 1.767.011  | 7,59   | 8       | +1          |
| 44                          | Unión Brasil (UNIÃO)                                    | 1.685.895  | 7,24   | 8       | Novo        |
| 50                          | Partido Socialismo y Libertad (PSOL)                    | 1.357.853  | 5,83   | 5       | +2          |
| 19                          | Podemos (PODE)                                          | 1.030.595  | 4,42   | 4       | –3          |
| 15                          | Movimento Democrático Brasileño (MDB)                   | 975.207    | 4,19   | 4       | +1          |
| 55                          | Partido Social Democrático (PSD)                        | 940.809    | 4,04   | 4       | +1          |
| 40                          | Partido Socialista Brasileño (PSB)                      | 882.495    | 3,79   | 3       | +2          |
| 11                          | Progresistas (PP)                                       | 799.148    | 3,43   | 3       | –2          |
| 20                          | Partido Social Cristiano (PSC)                          | 613.796    | 2,64   | 2       | +2          |
| 23                          | Ciudadanía (CIDADANIA)                                  | 461.262    | 1,98   | 2       | Sin cambios |
| 30                          | Partido Nuevo (NOVO)                                    | 428.030    | 1,84   | 1       | –1          |
| 12                          | Partido Democrático Laborista (PDT)                     | 383.911    | 1,65   | 1       | –1          |
| 77                          | Solidaridad (SD)                                        | 345.811    | 1,48   | 1       | Sin cambios |
| 51                          | Patriota (PATRI)                                        | 234.367    | 1,01   | 0       | –1          |
| 65                          | Partido Comunista de Brasil (PCdoB)                     | 229.860    | 0,99   | 1       | –1          |
| 14                          | Partido Laborista Brasileño (PTB)                       | 226.704    | 0,97   | 0       | Sin cambios |
| 70                          | Avante                                                  | 200.838    | 0,86   | 0       | –2          |
| 28                          | Partido Renovador Laborista Brasileño (PRTB)            | 186.805    | 0,80   | 0       | Sin cambios |
| 18                          | Red de Sostenibilidad (REDE)                            | 138.767    | 0,60   | 1       | Sin cambios |
| 90                          | Partido Republicano de Orden Social (PROS)              | 100.860    | 0,43   | 0       | Sin cambios |
| 43                          | Partido Verde (PV)                                      | 72.434     | 0,31   | 0       | Sin cambios |
| 80                          | Unidad Popular (UP)                                     | 39.545     | 0,17   | 0       | Novo        |
| 33                          | Partido de la Movilización Nacional (PMN)               | 24.807     | 0,11   | 0       | Sin cambios |
| 23                          | Partido Comunista Brasileño (PCB)                       | 20.403     | 0,09   | 0       | Sin cambios |
| 16                          | Partido Socialista de los Trabajadores Unificado (PSTU) | 10.631     | 0,05   | 0       | Sin cambios |
| 27                          | Democracia Cristiana (DC)                               | 6.313      | 0,03   | 0       | Sin cambios |
| 29                          | Partido de la Causa Obrera (PCO)                        | 3.673      | 0,02   | 0       | Sin cambios |
|                             |                                                         |            |        |         |             |
| Votos válidos               | Votos válidos                                           | 23.147.018 | 85,26  |         |             |
| Votos rechazados            | Votos rechazados                                        | 16.205     | 0,06   |         |             |
| Votos a candidatos anulados | Votos a candidatos anulados                             | 133.005    | 0,49   |         |             |
| Votos en blanco             | Votos en blanco                                         | 2.244.465  | 8,27   |         |             |
| Votos nulos                 | Votos nulos                                             | 1.607.154  | 5,92   |         |             |
| Total                       | Total                                                   | 27.147.847 | 100,00 | 94      | Sin cambios |
| Registrados/Participación   | Registrados/Participación                               | 34.639.761 | 78,37  |         |             |

#### Diputados estatales electos
94 diputados estatales fueron elegidos para la Asamblea Legislativa de São Paulo.
| Diputados estatales electos | Partido       | Votos   | Ciudad de origen        | Estado              |
| --------------------------- | ------------- | ------- | ----------------------- | ------------------- |
| Eduardo Suplicy             | PT            | 807.015 | São Paulo               | São Paulo           |
| Carlos Giannazi             | PSOL          | 276.811 | São Paulo               | São Paulo           |
| Paula da Bancada Feminista  | PSOL          | 259.771 | São Paulo               | São Paulo           |
| Bruno Zambelli              | PL            | 235.305 | São Paulo               | São Paulo           |
| Major Mecca                 | PL            | 224.462 | São Paulo               | São Paulo           |
| Tomé Abduch                 | Republicanos  | 221.656 | São Paulo               | São Paulo           |
| André do Prado              | PL            | 216.268 | São Paulo               | São Paulo           |
| Tenente Coimbra             | PL            | 209.705 | Santos                  | São Paulo           |
| Delegado Olim               | PP            | 201.348 | São Paulo               | São Paulo           |
| Ana Carolina Serra          | Cidadania     | 198.698 | Santo André             | São Paulo           |
| Milton Leite Filho          | UNIÃO         | 198.429 | São Paulo               | São Paulo           |
| Gil Diniz                   | PL            | 196.215 | Serra Talhada           | São Paulo           |
| Bruna Furlan                | PSDB          | 195.436 | Barueri                 | São Paulo           |
| Capitão Conte Lopes         | PL            | 192.454 | São Paulo               | São Paulo           |
| Itamar Borges               | MDB           | 183.480 | Santa Fé do Sul         | São Paulo           |
| Marcos Damásio              | PL            | 183.219 | São Paulo               | São Paulo           |
| Carlos Cezar                | PL            | 180.690 | Douradina               | Paraná              |
| Carla Morando               | PSDB          | 177.773 | São Caetano do Sul      | São Paulo           |
| Jorge Wilson                | Republicanos  | 177.614 | Bauru                   | São Paulo           |
| Ediane Maria                | PSOL          | 175.617 | Floresta                | Pernambuco          |
| Marta Costa                 | PSD           | 170.541 | São Paulo               | São Paulo           |
| Emídio de Souza             | PT            | 157.834 | Inúbia Paulista         | São Paulo           |
| Professora Bebel            | PT            | 155.983 | Piracicaba              | São Paulo           |
| Guto Zacarias               | UNIÃO         | 152.481 | São Paulo               | São Paulo           |
| Gerson Pessoa               | PODE          | 143.704 | Osasco                  | São Paulo           |
| Ênio Tatto                  | PT            | 142.785 | Frederico Westphalen    | Río Grande del Sur  |
| Luiz Fernando               | PT            | 141.017 | Águas da Prata          | São Paulo           |
| Rogério Nogueira            | PSDB          | 139.756 | Indaiatuba              | São Paulo           |
| Oseias de Madureira         | PSD           | 137.205 | São Bernardo do Campo   | São Paulo           |
| Valéria Bolsonaro           | PL            | 131.557 | Santos                  | São Paulo           |
| Lucas Bove                  | PL            | 130.451 | São Paulo               | São Paulo           |
| Edmir Chedid                | UNIÃO         | 129.097 | Campinas                | São Paulo           |
| Thiago Auricchio            | PL            | 123.483 | São Caetano do Sul      | São Paulo           |
| Vinícius Camarinha          | PSDB          | 123.316 | Marília                 | São Paulo           |
| Mário Maurici               | PT            | 121.455 | Franco da Rocha         | São Paulo           |
| Rafael Silva                | PSD           | 118.182 | Jardinópolis            | São Paulo           |
| Paulo Fiorilo               | PT            | 110.251 | Araraquara              | São Paulo           |
| Reis                        | PT            | 108.726 | São Paulo               | São Paulo           |
| Márcia Lia                  | PT            | 108.587 | Araraquara              | São Paulo           |
| Teonilio Barba              | PT            | 108.071 | Água Boa                | Minas Gerais        |
| Mônica do Movimento Pretas  | PSOL          | 106.781 | Mogi das Cruzes         | São Paulo           |
| Carlão Pignatari            | PSDB          | 105.245 | Votuporanga             | São Paulo           |
| Caio França                 | PSB           | 105.173 | Santos                  | São Paulo           |
| Sebastião Santos            | Republicanos  | 104.374 | Santo André             | São Paulo           |
| Altair Moraes               | Republicanos  | 98.515  | Recife                  | Pernambuco          |
| Rafael Saraiva              | UNIÃO         | 98.070  | São Paulo               | São Paulo           |
| Gilmaci Santos              | Republicanos  | 96.361  | Dourados                | Mato Grosso del Sur |
| Agente Federal Danilo Balas | PL            | 94.552  | Sorocaba                | São Paulo           |
| Rui Alves                   | Republicanos  | 91.717  | Campo Grande            | Mato Grosso del Sur |
| Thainara Faria              | PT            | 91.388  | Araraquara              | São Paulo           |
| Leo Siqueira                | NOVO          | 90.688  | São Paulo               | São Paulo           |
| Ricardo Madalena            | PL            | 90.630  | Santa Cruz do Rio Pardo | São Paulo           |
| Leci Brandão                | PCdoB         | 90.496  | Río de Janeiro          | Río de Janeiro      |
| Felipe Franco               | UNIÃO         | 90.440  | São Paulo               | São Paulo           |
| Analice Fernandes           | PSDB          | 90.135  | Jales                   | São Paulo           |
| Andréa Werner               | PSB           | 88.820  | Belo Horizonte          | Minas Gerais        |
| Donato                      | PT            | 88.022  | São Paulo               | São Paulo           |
| Barros Munhoz               | PSDB          | 86.372  | São Paulo               | São Paulo           |
| Paulo Mansur                | PL            | 86.201  | Santos                  | São Paulo           |
| Marina Helou                | REDE          | 85.517  | São Paulo               | São Paulo           |
| Márcio Nakashima            | PDT           | 85.195  | Guarulhos               | São Paulo           |
| Coronel Telhada             | PP            | 83.438  | São Paulo               | São Paulo           |
| Edna Macedo                 | Republicanos  | 82.932  | Rio das Flores          | Río de Janeiro      |
| Jorge Caruso                | MDB           | 82.209  | São Paulo               | São Paulo           |
| Léo Oliveira                | MDB           | 82.145  | Barrinha                | São Paulo           |
| Dr. Jorge do Carmo          | PT            | 82.054  | Anadia                  | Alagoas             |
| Solange Freitas             | UNIÃO         | 81.870  | Santos                  | São Paulo           |
| Daniel Soares               | UNIÃO         | 81.753  | Río de Janeiro          | Río de Janeiro      |
| Dani Alonso                 | PL            | 80.337  | Marília                 | São Paulo           |
| Ana Perugini                | PT            | 79.061  | Cariacica               | Espírito Santo      |
| Mauro Bragato               | PSDB          | 78.142  | Lins                    | São Paulo           |
| Helinho Zanatta             | PSC           | 77.550  | Piracicaba              | São Paulo           |
| Rafa Zimbaldi               | Cidadania     | 76.910  | Campinas                | São Paulo           |
| Rogério Santos              | MDB           | 76.602  | Barueri                 | São Paulo           |
| Rodrigo Moraes              | PL            | 75.094  | Itu                     | São Paulo           |
| Rômulo Fernandes            | PT            | 75.033  | Santa Fé do Sul         | São Paulo           |
| Alex de Madureira           | PL            | 74.340  | Piracicaba              | São Paulo           |
| Luiz Cláudio Marcolino      | PT            | 70.487  | Nova Iguaçu             | Río de Janeiro      |
| Delegada Graciela           | PL            | 68.955  | Franca                  | São Paulo           |
| Letícia Aguiar              | PP            | 68.556  | São José dos Campos     | São Paulo           |
| Maria Lúcia Amary           | PSDB          | 66.956  | Santos                  | São Paulo           |
| Fabiana Barroso             | PL            | 65.497  | Barrinha                | São Paulo           |
| Beth Sahão                  | PT            | 65.407  | Urupês                  | São Paulo           |
| Ricardo França              | PODE          | 64.175  | Indaiatuba              | São Paulo           |
| Paulo Corrêa Júnior         | PSD           | 62.239  | Santos                  | São Paulo           |
| Simão Pedro                 | PT            | 59.785  | Tapira                  | Minas Gerais        |
| Clarice Ganem               | PODE          | 59.342  | São Paulo               | São Paulo           |
| Edson Giriboni              | UNIÃO         | 59.087  | Itapetininga            | São Paulo           |
| Átila Jacomussi             | Solidariedade | 58.707  | Mauá                    | São Paulo           |
| Vitão do Cachorrão          | Republicanos  | 56.729  | Sorocaba                | São Paulo           |
| Dr. Eduardo Nóbrega         | PODE          | 53.607  | Bocaiúva                | São Paulo           |
| Dr. Valdomiro Lopes         | PSB           | 50.824  | São José do Rio Preto   | São Paulo           |
| Dr. Elton                   | PSC           | 46.042  | São José dos Campos     | São Paulo           |
| Guilherme Cortez            | PSOL          | 45.094  | São Paulo               | São Paulo           |